# Nicolau II da Rússia
Nicolau II (em russo: Николáй Алексáндрович Ромáнов; romaniz.: Nikolái Alieksándrovich Románov; Tsarskoye Selo, 18 de maio; 6 de maio no calendário juliano de 1868 — Ecaterimburgo, 17 de julho de 1918), cognominado "São Nicolau, o Portador da Paixão", pela Igreja Ortodoxa Russa,[i] foi o último Imperador e Autocrata de Todas as Rússias, Rei da Polônia, Grão-Duque da Finlândia e Comandante-em-Chefe das Forças Terrestres do Império Russo.
Filho de Alexandre III, governou desde a morte do pai, em 1 de novembro de 1894, até sua abdicação em 15 de março de 1917, quando renunciou em seu nome e no nome de seu herdeiro, passando o trono para seu irmão, o grão-duque Miguel Alexandrovich, que governou o país durante um dia. Durante seu reinado viu a Rússia decair de uma potência do mundo para um desastre econômico e militar. Foi extremamente criticado por causa da Tragédia de Khodynka, sendo apelidado pelos críticos de "o Sanguinário", pelo Domingo Sangrento e pelos fatais pogroms antissemitas que aconteceram na época de seu reinado. Como Chefe de Estado, aprovou a mobilização de agosto de 1914 que marcou o primeiro passo fatal em direção à Primeira Guerra Mundial, a revolução e consequente queda da dinastia Romanov.
O seu reinado terminou com a Revolução Russa de 1917, quando, tentando retornar do quartel-general para a capital, seu trem foi detido em Pskov e ele foi obrigado a abdicar. A partir daí, o czar e sua família foram aprisionados, primeiro no Palácio de Alexandre em Tsarskoye Selo, depois na Casa do Governador em Tobolsk e finalmente na Casa Ipatiev em Ecaterimburgo. Nicolau II, sua mulher, seu filho, suas quatro filhas, o médico da família imperial, um servo pessoal, a camareira da imperatriz e o cozinheiro da família foram executados no porão da casa pelos bolcheviques na madrugada de 16 para 17 de julho de 1918. É conhecido que esse evento foi ordenado de Moscou por Lenin e pelo também líder bolchevique Yakov Sverdlov. Mais tarde Nicolau e sua família foram canonizados como neomártires por grupos ligados à Igreja Ortodoxa Russa no exílio.

## Biografia

### Nascimento e família

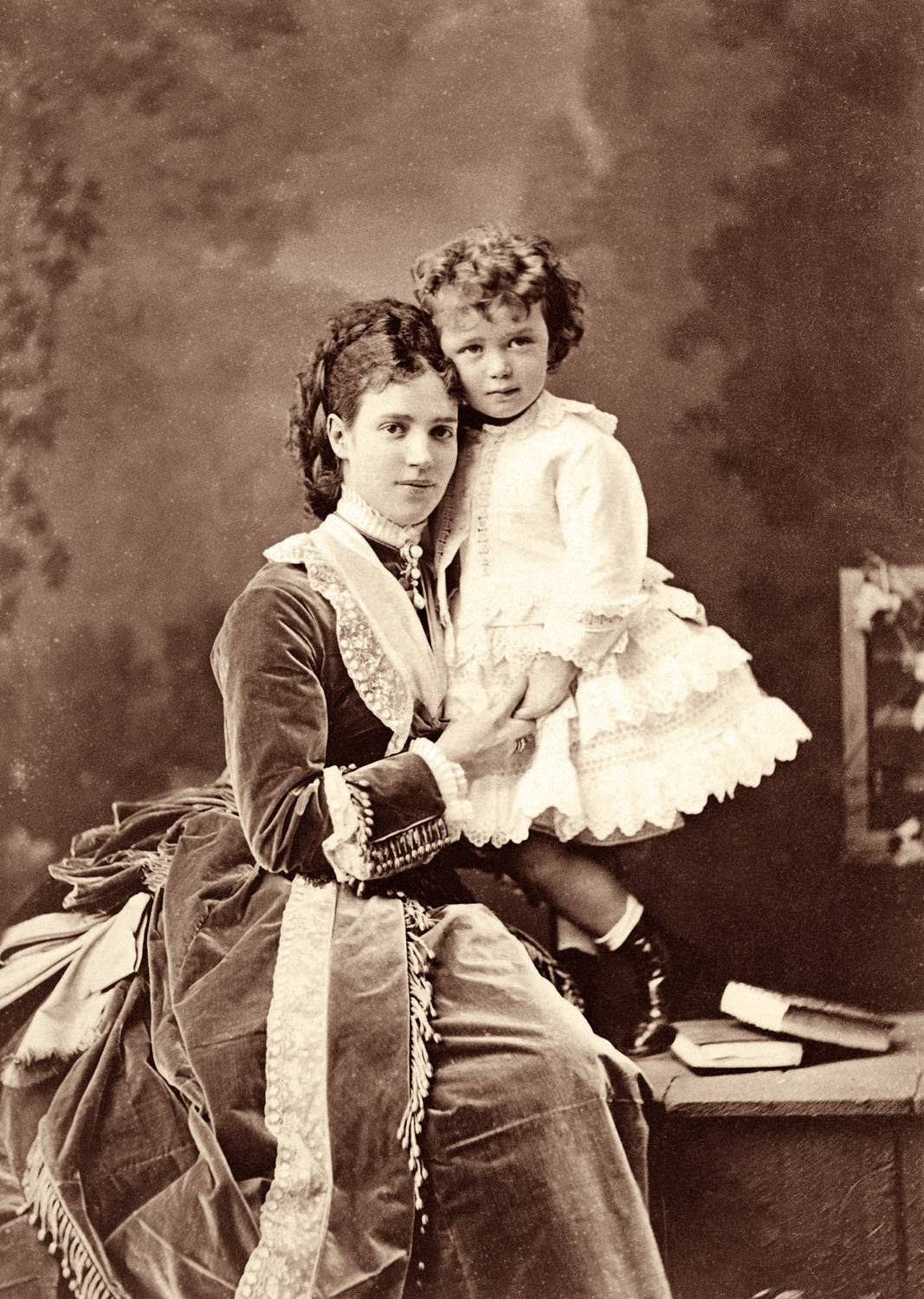
Nicolau na infância com a mãe, 1870

Nicolau nasceu em 18 de maio de 1868 (6 de maio no calendário juliano) no Palácio de Alexandre, em Tsarskoye Selo, nos arredores da então capital São Petersburgo. Ele era filho do então grão-duque Alexandre Alexandrovich, futuro czar Alexandre III e de sua esposa, Maria Feodorovna, nascida princesa Dagmar da Dinamarca. Nicolau tinha três irmãos mais novos: Alexandre, Jorge e Miguel e duas irmãs mais novas: Xenia e Olga. Em família, era chamada de Nicky.
Seus avós paternos eram o czar Alexandre II e Maria Alexandrovna, nascida princesa Maria de Hesse. Seus avós maternos eram o rei Cristiano IX da Dinamarca e a princesa Luísa de Hesse-Cassel. Do lado materno, Nicolau era sobrinho de vários monarcas, incluindo os reis Jorge I da Grécia e Frederico VIII da Dinamarca, a rainha Alexandra do Reino Unido e a princesa Tira de Hanôver, duquesa de Cumberland e Teviotdale. Nicolau era de ascendência principalmente alemã e dinamarquesa, seu último ancestral etnicamente russo foi a grã-duquesa Ana Petrovna da Rússia (1708-1728), filha de Pedro, o Grande.

### Czarevich
Nicolau tornou-se czarevich após o assassinato de seu avô, Alexandre II no dia 13 de março de 1881 e à subsequente ascensão de seu pai, Alexandre III. Por razões de segurança o novo czar e sua família mudaram-se do Palácio de Inverno, em São Petersburgo para sua residência no Palácio de Gatchina fora da cidade.
Nicolau e os irmãos foram rigidamente educados, dormiam em duras camas de armar e seus quartos eram pobremente mobiliados, exceto por um ícone religioso da Virgem e Filho rodeado por pérolas e outras gemas. Sua avó Maria Alexandrovna introduziu costumes ingleses dentro da família Romanov: mingau no café-da-manhã, banhos frios e abundante ar fresco. O czarevich foi educado por tutores em línguas (francês, alemão e inglês), geografia, dança e outras matérias. O conselheiro de seu pai e seu antigo tutor Konstantin Pobedonostsev, enfatizava fortemente a absoluta autocracia do czar.
Como muitas pessoas de sua época, ele mantinha um detalhado diário, onde tomava notas dos detalhes mais pedantes do seu dia. Estão cheios de pormenores sem importância, sobre joguinhos com os amigos, temperatura, distâncias percorridas e outros. Em maio de 1890 alguns dias antes de seu aniversário de 22 anos, ele anotou: Hoje eu terminei definitiva e eternamente minha educação.
Em outubro do mesmo ano, acompanhado por seu irmão Jorge, viajou ao Egito, Índia e Japão. Essa viagem foi organizada pelo pai Alexandre III para suplementar a educação formal de Nicolau, e dar a ele a oportunidade de experimentar a vida fora de São Petersburgo e do palácio. Enquanto estava no Japão, Nicolau sobreviveu a uma tentativa de assassinato.
Embora Nicolau participasse de encontros do Conselho Imperial, suas obrigações eram limitadas até a sua sucessão ao trono, o que não era esperado tão cedo já que seu pai tinha apenas 49 anos.
Na juventude, Nicolau esteve apaixonado pela prima Vitória Alexandra do Reino Unido, filha do rei Eduardo VII do Reino Unido e Alexandra da Dinamarca, e descreveu-a como "séria, meticulosa e de mente não feminina." Ademais, sobre a prima, Nicolau relatou ao seu primo o grão-duque Alexandre Mikhailovich: "Ela é realmente uma maravilhosa criatura e quanto mais profundamente você conhece sua alma mais você exagera suas virtudes e qualidades. Eu devo confessar que é muito difícil desvendar isso pela primeira vez; conhecer sua visão sobre coisas e pessoas, mas tal dificuldade contém um charme especial que eu não sou capaz de explicar." No entanto, a Igreja Ortodoxa Russa proibia o casamento entre primos em primeiro grau e nenhum compromisso entre Vitória Alexandra e Nicolau tomou lugar.
Nesse ínterim, os pais de Nicolau, adeptos do pan-eslavismo e abertamente antigermânicos, pretendiam um casamento entre Nicolau e a princesa montenegrina Helena Petrović-Njegoš; eslava e educada na corte imperial russa, Helena era a candidata favorita do czar Alexandre III e Maria Feodorovna, mas o czarevich não estava interessado nela. Depois, outra união pretendida pelos pais de Nicolau era uma entre o filho e a princesa Helena de Orléans, filha do conde de Paris, o que estreitaria as relações da Rússia com a França, mas eventualmente desistiram com a insistência do filho. Por último, foi sugerida como potencial noiva para o czarevich a filha mais nova do imperador alemão Frederico III, a princesa Margarida da Prússia, numa tentativa de apaziguar as relações entre Alemanha e Rússia, mas Nicolau declarou que "preferiria tornar-se monge a casar-se com a aborrecida Margarida." Em posição contrária aos desejos dos pais, Nicolau ficou noivo da princesa Alice de Hesse-Darmstadt, a quarta filha de Luís IV, Grão-Duque de Hesse e da princesa Alice do Reino Unido.

### Personalidade

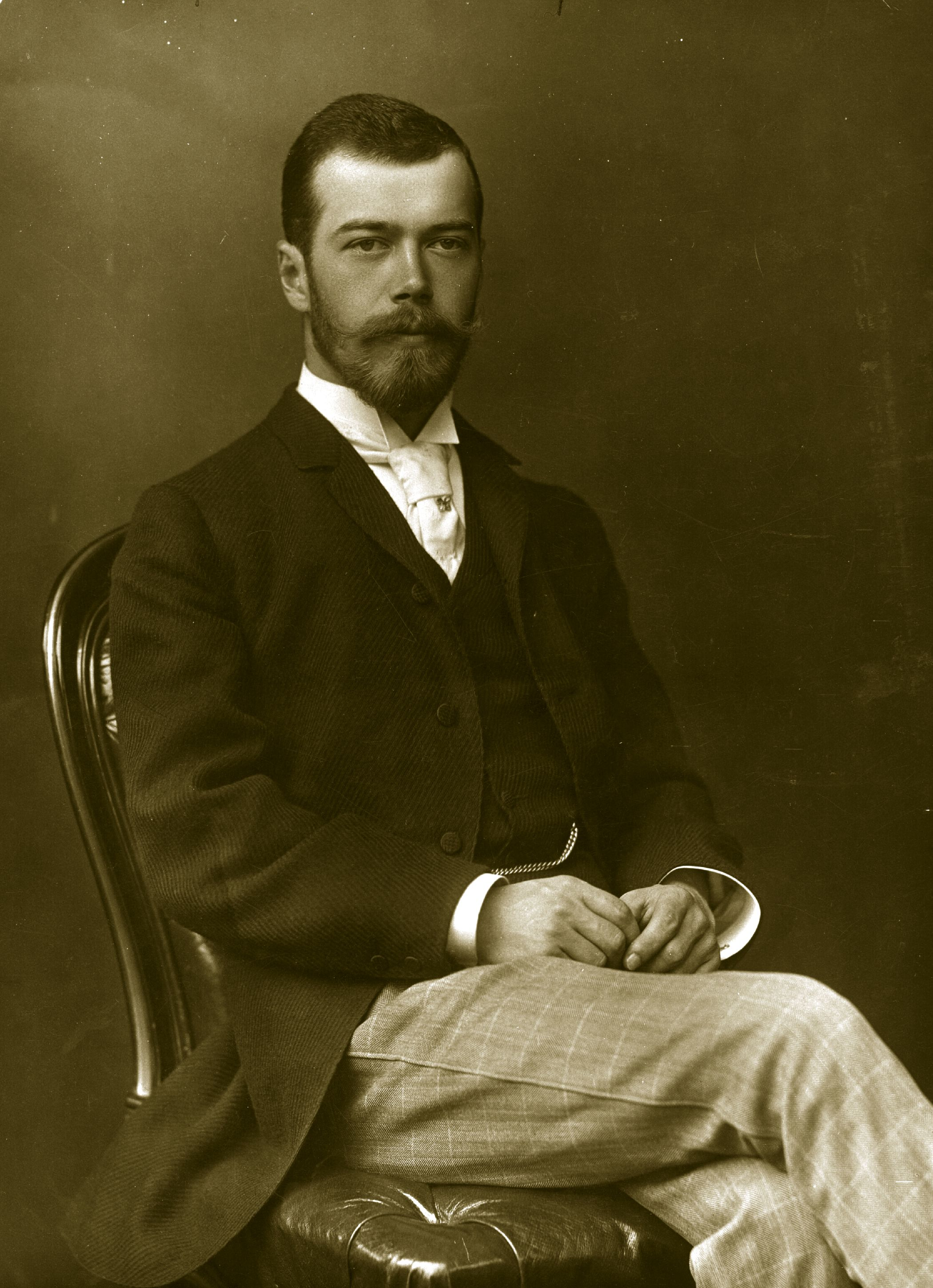
Nicolau em 1893

Desde cedo o czar Nicolau demonstrou temperamento tímido e inclinações que o orientavam mais para a vida doméstica. Tinha as maneiras de um aluno de uma escola inglesa de elite. Dançava de forma elegante, era um bom atirador, cavalgava e praticava esportes. Falava francês e alemão e seu inglês era tão bom, que ele poderia ter enganado um professor da Universidade de Oxford, fazendo-se passar por um inglês. Adorava a história e a pompa do exército, e a vida de soldado. O seu pai concedeu-lhe o grau de comandante de um esquadrão de guardas a cavalo e ele foi para Krasnoe Selo, o grande campo militar fora de São Petersburgo usado por regimentos da Guarda Imperial para manobras de verão. Lá, Nicolau participava inteiramente da vida e conversas das salas de jantar, e sua modéstia fê-lo popular entre seus oficiais. Nenhum título significava mais para ele do que o de coronel.
Apesar de suas qualidades pessoais, como um autocrata absoluto, Nicolau foi considerado um fracasso. Ele descobriu que era impossível reconciliar suas estritas visões do que era certo e do que era errado para a Rússia, com a responsabilidade de um monarca moderno de abrir mão de suas concepções para o bem da nação. Nicolau vacilava em decisões importantes. Isso fez com que ele fosse visto pelos ministros como fraco e contraditório. Muitos historiadores o avaliam como um monarca a quem faltava sentido político.
Sua benevolência era inexistente para com seus adversários. No início de seu reinado felicitava os "bravos do regimento de Phanagoritsy", que haviam atirado nos operários. Como o general-governador das províncias bálticas pediu que se admoestasse certo capitão-ajudante denominado Richter, que "executava, moto proprio, sem qualquer julgamento, até pessoas que não se opunham resistência alguma", o tzar anotou à margem do relatório: "Ah! Este é um bravo rapaz!".
Alguns historiadores consideram Nicolau como tendo inteligência limitada e vontade débil, defeitos que tentava compensar com explosões ocasionais de teimosia. Ele não gostava do poder nem de suas regalias. Em confidência a um ministro, certa vez, chegou a dizer que mantinha as rédeas do Estado, não por prazer, mas porque o país precisava disso. À exceção de sua esposa e filhos, ele só se importava com a Rússia e com o Exército; afora os exercícios que praticava ao ar livre, tudo o mais deixava-o indiferente. Testemunhas concordam que ele jamais pareceu tão feliz como quando depois de ter abdicado do trono. Tal como o seu pai, Nicolau II desejava um modelo autocrático para o governo da Rússia. O seu czar favorito era Alexei I, tendo dado esse nome ao seu filho.

### Noivado, casamento e ascensão
Nicolau ficou noivo de Alice de Hesse e Reno em abril de 1894, durante o casamento da prima Vitória Melita de Saxe-Coburgo-Gota com Ernesto Luís, Grão-Duque de Hesse, irmão de Alice. Alice hesitou em aceitar a proposta de casamento devido à exigência de que teria que se converter do luteranismo para a ortodoxia russa e renunciar à sua fé inicial. Na cerimônia de conversão, esse aspecto foi eliminado, tornando fácil para ela se converter com a consciência tranquila. Nicolau e Alice tornaram-se formalmente noivos no dia 8 de abril de 1894. Alice se converteu para a ortodoxia em novembro de 1894 e passou a se chamar Alexandra Feodorovna.

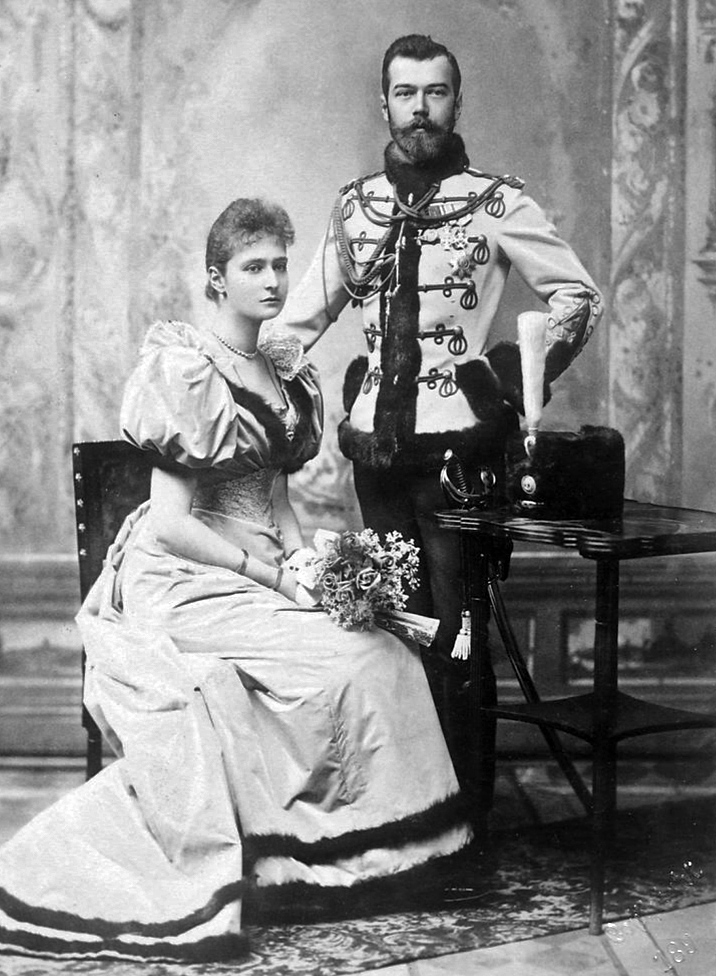
Fotografia oficial do noivado de Nicolau e Alice de Hesse e Reno em 1894

Esperando viver mais 20 ou 30 anos, Alexandre não se preocupou em dar ao filho educação política, e consequentemente Nicolau recebeu pouco treinamento para esse dever imperial. Contudo, em meados de 1894 a saúde de Alexandre III inesperadamente declinou rapidamente. Alexandre morreu aos 49 anos em 1894, de doença nos rins. Nicolau, sentindo-se impreparado para os deveres da coroa, perguntou, em lágrimas, ao seu primo: O que será de mim e da Rússia? Eu não estou preparado para ser czar e nunca o quis ser. Não percebo nada dos negócios do governo. Não sei nem sequer como hei de falar com os ministros.
O ministro das finanças Serguei Witte, contudo, reconheceu cedo a necessidade de um treinamento para Nicolau. Witte sugeriu a Alexandre III que Nicolau agisse como Presidente do Comitê da Ferrovia Transiberiana. Alexandre argumentou que Nicolau não tinha maturidade suficiente para ter responsabilidades sérias, ao que Witte respondeu que, se Nicolau não fosse introduzido a assuntos de Estado, ele nunca estaria preparado para entendê-los. Nicolau também atuou como diretor do Comitê Especial do Socorro a Fome, estabelecido depois das devastadoras crises de fome e secas de 1891-1892. Possivelmente, apesar de sua má-preparação e inabilidade, Nicolau não era no geral destreinado para seus deveres como czar. Por todo o seu reinado, ele decidiu manter a política conservadora de seu pai. Enquanto Alexandre se concentrava em formular a política geral, Nicolau devotou mais atenção em detalhes da administração.
O casamento de Nicolau e Alice, originalmente planejado para a primavera seguinte, foi antecipado devido à insistência de Nicolau. Cambaleante abaixo do peso de seu novo ofício, ele não tinha intenções de permitir que a única pessoa que lhe dava confiança saísse de seu lado. O casamento aconteceu no dia 26 de novembro de 1894. Alexandra trajava o tradicional vestido das noivas da família Romanov, e Nicolau, um uniforme dos hussardos. Segurando uma vela, Nicolau e Alexandra olharam os metropolitanos. Alguns minutos antes da uma hora da tarde, eles foram casados.

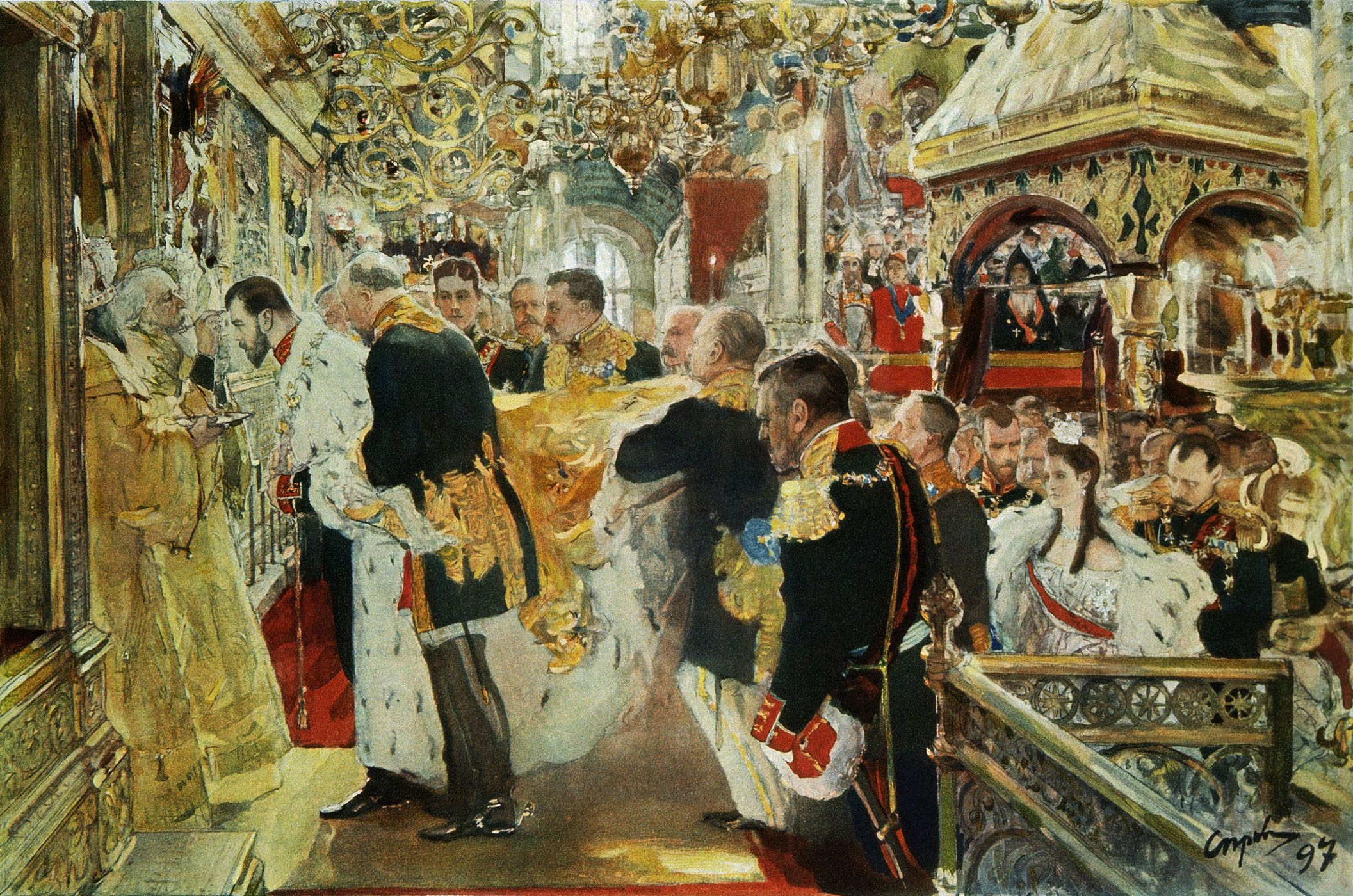
Pintura de Valentin Serov sobre a coroação de Nicolau II e Alexandra Feodorovna em 1897

Apesar de ter visitado o Reino Unido antes de sua ascensão, onde observou a Câmara dos Comuns em debate e aparentemente impressionou-se pela máquina da democracia, Nicolau recusou qualquer ideia de dar algum poder para eleger representantes na Rússia. Pouco depois de assumir o trono, uma delegação de camponeses e trabalhadores de várias assembleias de cidades locais (zemstvos) foi ao Palácio de Inverno propor reformas na corte, assim como a adoção de uma monarquia constitucional. Embora os argumentos que eles enviaram de antemão tenham sido redigidos em termos brandos e leais, Nicolau enfureceu-se e ignorou a recomendação do Conselho Imperial da Família, dizendo: …chegou ao meu conhecimento que durante os últimos meses foram ouvidas em assembleias de zemstvos, vozes daqueles que se satisfazem de um tolo sonho de que os zemstvos seriam convidados para participar do governo do país. Espero que todos saibam que eu devoto todas as minhas forças para manter, pelo bem de toda a nação, o princípio absoluto da autocracia, tão firme e fortemente quanto meu lamentado pai. Essas palavras mostram a intenção de Nicolau de continuar a política do pai e possivelmente contribuíram para o começo da sua impopularidade.

### Tragédia de Khodynka

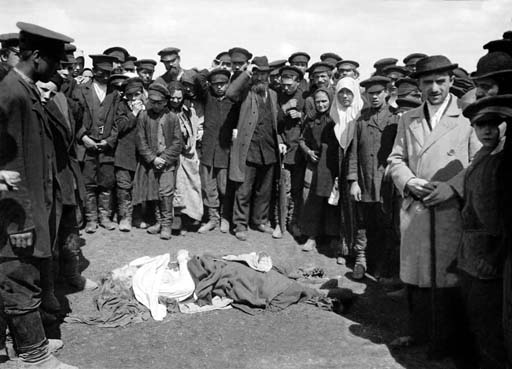
Vítimas da Tragédia de Khodynka

Em 14 de maio de 1896 Nicolau foi coroado como czar na Catedral da Dormição, localizada no interior do Kremlin. Em 18 de maio de 1896 após a coroação, aconteceu uma histeria coletiva, que ficou conhecida como Tragédia de Khodynka. Um banquete comemorativo em comemoração a coroação do Czar, foi preparado para o povo do Campo de Khodynka. Haveria teatros, 150 bufês distribuiriam presentes e 20 pubs foram construídos para a celebração. Na noite de 17 de maio, algumas pessoas ouviram a notícia dos presentes que seriam distribuídos e começaram a chegar antecipadamente. Repentinamente um rumor propagou-se entre a multidão de que não haveria cerveja e presentes para todos. A força policial falhou em manter a ordem. Estima-se que 1429 pessoas morreram e outras 9 000 a 20 000 ficaram feridas
Nicolau e Alexandra foram informados sobre a tragédia, mas não imediatamente. Um baile festivo aconteceria nessa noite, na embaixada francesa. O czar pensou em não comparecer, pois pareceria que não sentia pesar com as perdas de seus súditos. Mas acabou seguindo o conselho de seus tios e compareceu à festa, para não ofender Paris.

### Pogroms
A administração de Nicolau publicou propaganda antissemita que encorajou tumultos, resultando nos pogroms de 1903 a 1906. Viacheslav Plehve, o Ministro do Interior, pagou ao jornal de Kishinev "Bessarabets" por material antissemita, e a imprensa, durante a Guerra Russo-Japonesa acusou os judeus de serem uma quinta coluna. Essas acusações encorajaram a erupção de numerosos pogroms, especialmente depois que a Rússia perdeu a guerra. Eles também resultaram da reação do governo à Revolução de 1905.

### Guerra Russo-Japonesa e Revolução de 1905
Um choque entre a Rússia e o Japão era quase inevitável na virada do século XX. A expansão russa para leste e o crescimento de colônias e ambições territoriais, assim como o desejado caminho para o sul em direção aos Bálcãs, foram frustrados, o que abriu caminho para o conflito com as próprias ambições territoriais japonesas no continente asiático. A guerra começou em 1904 com um ataque de surpresa à frota russa em Port Arthur, o que incapacitou a marinha russa no leste. A Frota Báltica Russa tentou cruzar o mundo para contrabalançar o poder no leste, mas depois de vários percalços no caminho, foi aniquilada pelos japoneses na Batalha de Tsushima. Em terra, o exército russo foi prejudicado por uma administração ineficiente e pelo problema de se conduzir uma guerra. Enquanto comandantes e suprimentos chegavam de São Petersburgo, combates tomavam lugar nos postos do leste asiático, somente com a ferrovia Transiberiana para transportar suprimentos a lugares distantes. Os seis mil trilhos entre São Petersburgo e Port Arthur tinham somente um caminho, com nenhuma trilha ao redor do lago Baikal, fazendo lentas mobilizações, e transformando a guerra num fiasco logístico. A guerra acabou com as defesas russas com a queda de Porto Arthur em 1905, e acertos das desavenças de ambos os países no Tratado de Portsmouth.

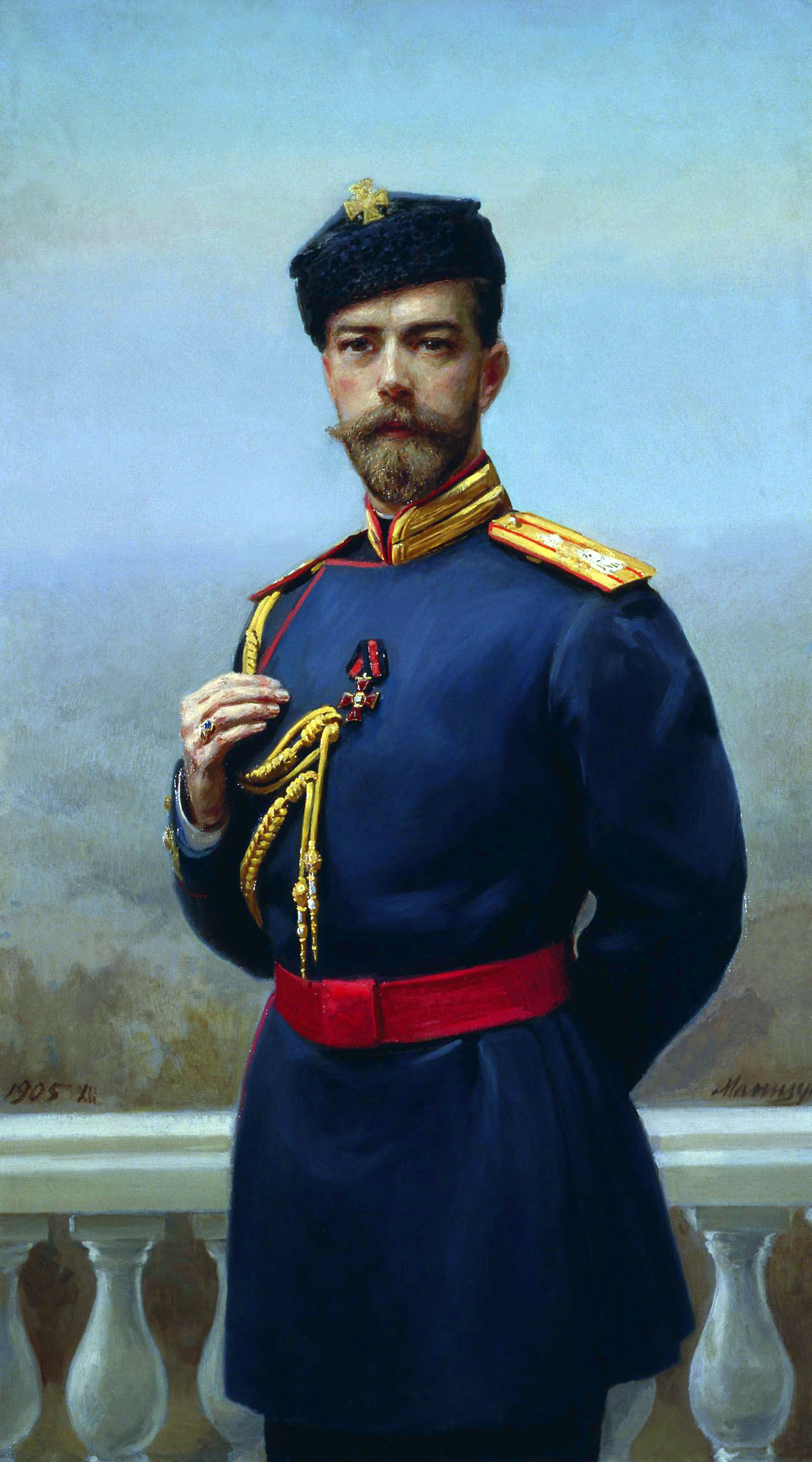
Nicolau II, em pintura de H.H. Manizer

A postura de Nicolau na guerra foi algo que frustrou muitos. Nicolau dirigiu-se à guerra com confiança e viu nela uma oportunidade de levantar a moral e o patriotismo russos, prestando pouca atenção às finanças de uma guerra distante. Pouco antes do ataque japonês em Porto Arthur. A despeito dos ataques na guerra e das várias derrotas que a Rússia sofreu, Nicolau ainda acreditava, e esperava uma vitória final. Muitas pessoas tomavam a sua confiança e teimosia como indiferença; acreditando que ele era completamente intransigente. Como a Rússia continuou a ser derrotada pelos japoneses, o pedido de paz surgiu. Apesar dos esforços de paz, Nicolau permaneceu evasivo. Não foi antes de 27-28 de março e da aniquilação da frota russa pelos japoneses, que Nicolau decidiu-se a seguir pela paz.
Com a derrota da Rússia por um poder não-ocidental, o prestígio do governo e autoridade do império autocrata decaiu significativamente. A derrota foi um violento golpe e o governo imperial entrou em colapso, com o rebentar revolucionário de 1905-1906. Muitos manifestantes foram fuzilados em frente ao Palácio de Inverno; e o tio do imperador, o grão-duque Sérgio foi morto por uma bomba jogada por um revolucionário quando deixava o Kremlin.
A frota do mar Negro amotinou-se, e uma greve ferroviária desenvolveu-se em uma greve geral que paralisou o país. Nicolau, que foi surpreendido por esses eventos, misturou sua raiva com perplexidade. Ele escreveu à mãe após meses de desordem:
| “ | Deixa-me doente ouvir as notícias! Greves em escolas, policiais, soldados e cossacos assassinados, tumultos, desordens, amotinações. Mas os ministros, em vez de tomarem uma decisão rápida, somente reúnem-se em conselhos como um bando de galinhas assustadas e cacarejam sobre providenciar uma unida ação ministerial… | ” |

### O Domingo Sangrento
No sábado, 21 de janeiro de 1905 (8 de janeiro de acordo com o calendário gregoriano), George Gapon, um padre ligado à polícia, informou o governo que uma marcha aconteceria no dia seguinte e pediu para o czar estar presente para receber uma petição. Os ministros rapidamente se encontraram para discutir o problema. Nunca se pensou em pedir ao czar, que estava em Tsarskoye Selo e não foi informado, nem da marcha, nem da petição, para receber Gapon. A sugestão de qualquer outro membro da família imperial receber a petição, foi rejeitada. Por fim, informado pelo prefeito da polícia de que carecia de homens para arrancar Gapon aos seus partidários e para o prenderem, o recentemente nomeado Ministro do Interior, o príncipe Pyotr Sviatopolk-Mirsky e seus colegas não se lembraram de outra coisa senão de trazer tropas adicionais para a cidade e esperar que as coisas não saíssem de seu controle. Nesta noite, Nicolau ficou sabendo pela primeira vez, por Mirsky o que poderia acontecer no dia seguinte. Ele escreveu em seu diário: Vieram tropas de fora da cidade para reforçar a guarnição. Até agora, os operários têm se mantido calmos. O seu número deve andar à volta de 120 000. Encabeçando-os encontra-se uma espécie de sacerdote socialista chamado Gapon. Mirsky veio aqui esta noite para apresentar o relatório das medidas tomadas.

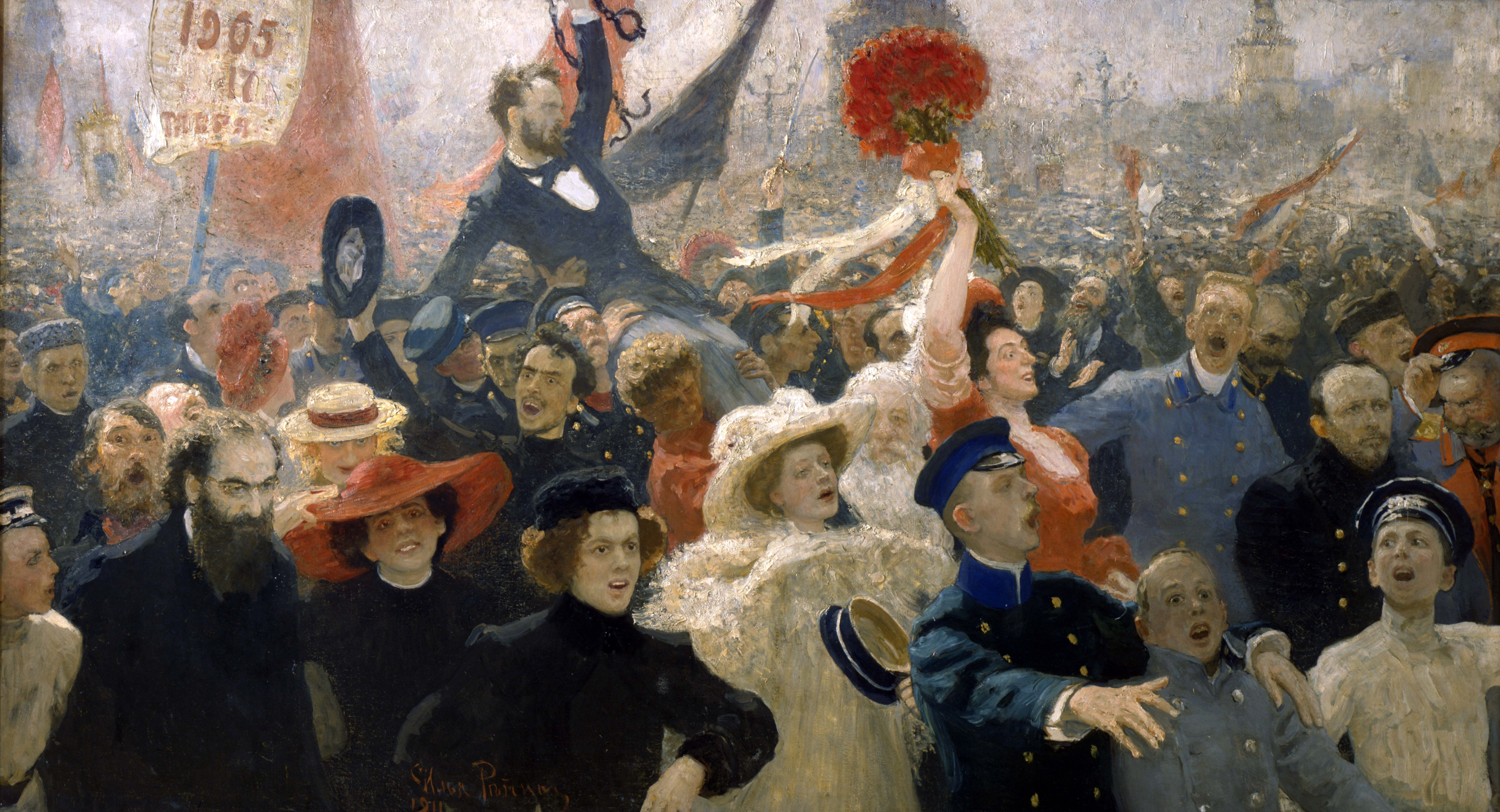
O Domingo Sangrento, pela visão do pintor Ilya Yefimovich Repin

No domingo, 22 de janeiro de 1905, Gapon iniciou a sua marcha sob um vento gelado e rajadas de neve. Nos bairros operários formaram-se cortejos que convergiram para o centro da cidade. Deixando as armas fechadas em casa, os manifestantes caminharam pacificamente através das ruas. Alguns transportavam cruzes, ícones e estandartes religiosos, outras bandeiras nacionais e retratos do czar.  Enquanto caminhavam cantavam hinos religiosos e o Hino Imperial Deus Salve o Czar. Os diversos cortejos deviam chegar ao Palácio de Inverno às duas da tarde. Não havia qualquer confrontação com as tropas. Através da cidade, nas pontes e avenidas estratégicas, os manifestantes encontraram o caminho bloqueado em linhas de infantaria, reforçada por cossacos e hussardos; e os soldados abriram fogo contra a multidão. O número oficial de vítimas foi 92 mortos e várias centenas de feridos. Gapon desapareceu e outros chefes da marcha foram apanhados. Expulsos de São Petersburgo, circularam através de todo o império exagerando as baixas para milhares. Esse dia, que ficou conhecido como "Domingo Sangrento"', foi um ponto decisivo da história russa. Destruiu a crença antiga e lendária de que o czar e o povo formavam um só corpo. Enquanto as balas despedaçavam os seus ícones, as suas bandeiras e os seus retratos de Nicolau, o povo gritava: O czar não nos ajuda!.
Fora da Rússia, aquela ação desajeitada pareceu uma crueldade premeditada, e Ramsay MacDonald, futuro primeiro-ministro Trabalhista do Reino Unido, atacou o czar chamando-lhe uma criatura manchada de sangue e um vulgar assassino. Em Tsarskoye Selo, Nicolau ficou espantado quando soube o que tinha acontecido. Ele escreveu em seu diário: Um dia doloroso. Ocorreram desordens graves em Petersburgo quando os trabalhadores tentaram aproximar-se do Palácio de Inverno. As tropas foram obrigadas a abrir fogo em vários pontos da cidade e houve muitos mortos e feridos. Senhor, como tudo isto é triste e doloroso! De seu esconderijo, Gapon escreveu uma carta pública, acusando amargamente Nicolau Romanov, antigo czar e presentemente assassino das almas do Império Russo: o sangue inocente de operários, das suas mulheres e filhos ficará para sempre entre ti e o povo russo… Que todo o sangue que tenha de ser derramado caia sobre ti, carrasco! Peço a todos os partidos socialistas da Rússia que cheguem a um acordo rápido entre si e iniciem a sublevação armada contra o czarismo. Mas a reputação de Gapon era duvidosa e os chefes do Partido Social-Revolucionário estavam convencidos de que ele ainda estava ligado à polícia. Condenaram-no à morte e o seu corpo foi encontrado enforcado na Finlândia, numa casa abandonada, em abril de 1906.

### A Duma
Sob pressão do ensaio da Revolução Russa de 1905, em 5 de agosto de 1905, o czar Nicolau II emitiu um manifesto sobre a convocação da Duma Estatal, inicialmente planejado para ser um órgão consultivo. O Ministro da Corte, Conde Fredericks comentou: Os deputados dão-nos a impressão de um bando de criminosos que só estão à espera do sinal para se atirarem aos ministros e cortarem-lhes o pescoço.  A imperatriz viúva Maria reparou no ódio incompreensível nos rostos dos deputados.

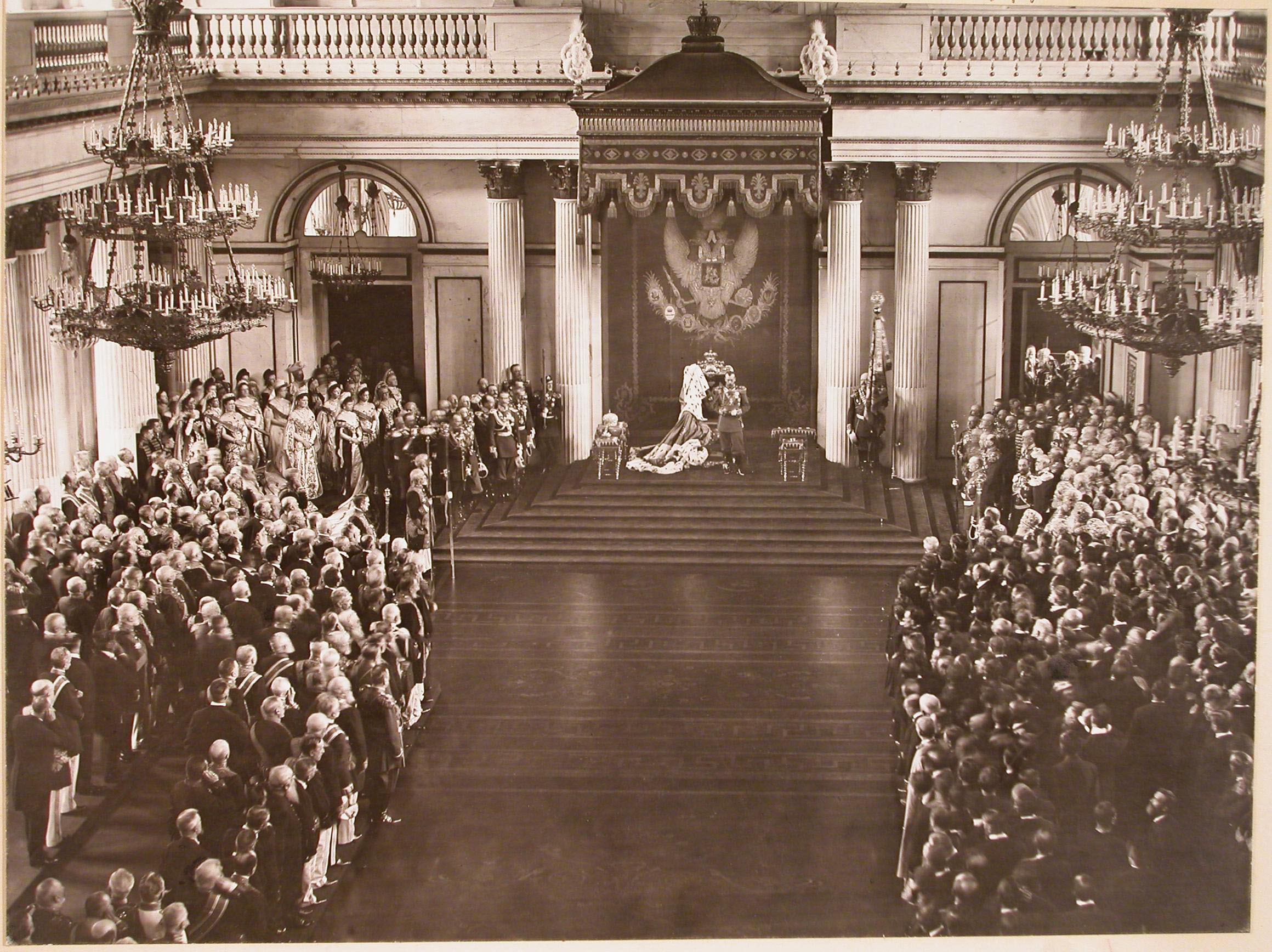
Cerimônia de abertura do Duma Estatal e do Conselho de Estado, Palácio de Inverno, 27 de abril de 1906

No Manifesto de Outubro, o czar prometeu introduzir liberdades civis básicas, proporcionadas por ampla participação da Duma Estatal, e favorecimento dela com controle e poder legislativo. Contudo, determinado a preservar a "autocracia" mesmo no contexto de reforma, ele restringiu a autoridade da Duma de muitas maneiras. A relação de Nicolau com a Duma não era boa. A Primeira Duma, com a maioria de deputados do Partido Social-democrata, quase imediatamente entrou em conflito com ele. Mal os 524 membros tomaram os seus lugares na sala do Palácio Tauride, formularam logo uma "Alocução ao Trono", onde exigiam sufrágio universal, uma reforma agrária radical, libertação de todos os presos políticos e a substituição dos ministros nomeados por Nicolau por ministros aceitos pela Duma. Apesar de Nicolau ter inicialmente um bom relacionamento com o relativamente liberal primeiro-ministro Serguei Witte, Alexandra desconfiava dele (porque ele instigou uma investigação de Rasputin), e quando a situação política se deteriorou, Nicolau dissolveu a Duma. A Duma estava povoada com radicais, muitos deles queriam impulsionar legislações que aboliam a propriedade privada, entre outras coisas. Witte, inapto para segurar os aparentemente insuperáveis problemas de reforma da Rússia e da monarquia, escreveu a Nicolau a 14 de abril de 1906 demitindo-se (contudo, outros relatos disseram que Witte foi forçado a demitir-se pelo imperador). Nicolau não foi ingrato a Witte e um decreto imperial foi publicado a 22 de abril transformando Witte em cavaleiro da Ordem de Santo Alexandre Nevsky.
A Segunda Duma se reuniu pela primeira vez em fevereiro de 1907. Os partidos esquerdistas, incluindo o Social-Democrata e os Sociais-Revolucionários que haviam boicotado a Primeiro Duma ganharam duzentos lugares no segundo, mais de um terço do total de membros. Novamente, Nicolau esperou impacientemente pela dissolução da Duma. Em duas cartas à mãe, deixou transparecer a sua amargura: Uma deputação grotesca vem da Inglaterra (para ver os membros liberais da Duma). O tio Bertie informou-nos que lamenta muito, mas que não podia fazer nada para impedir a vinda deles. A famosa "liberdade", está claro. Como eles se enfureceriam se nós enviássemos uma deputação até junto dos irlandeses para desejar-lhes êxito na sua luta contra o governo.
Um pouco mais tarde, escreveu: Tudo estaria bem se tudo o que se dissesse na Duma ficasse dentro de suas paredes. No entanto, todas as palavras pronunciadas aparecem nos jornais do dia seguinte, que são lidos avidamente por todas as pessoas. Em muitos pontos, a população está de novo desassossegada. Recomeçam a falar das terras e aguardam o que Deus fará a esse respeito. Recebo telegramas de toda a parte, pedindo-me que ordene a dissolução, mas é ainda cedo demais para isso. Temos de os deixar fazer qualquer coisa manifestamente estúpida ou mesquinha, e depois – slap! Acaba-se com eles! Depois que a Segunda Duma resultou em problemas similares, o novo primeiro-ministro Piotr Stolypin unilateralmente a dissolveu. Stolypin, um habilidoso político, tinha planos ambiciosos de reforma. Eles incluíam fazer empréstimos acessíveis para as classes baixas, capacitando-os para comprar terras, com o objetivo de formar uma classe rural leal à coroa. Contudo, quando a Duma mostrava-se hostil, Stolypin não tinha escrúpulos em invocar o artigo 87 das Leis Fundamentais que davam ao czar a faculdade de emitir decretos de emergência "urgentes e extraordinários durante a suspensão do Duma Estatal. O mais célebre ato legislativo de Stolypin, a transferência da propriedade rural, foi promulgada sob o artigo 87.

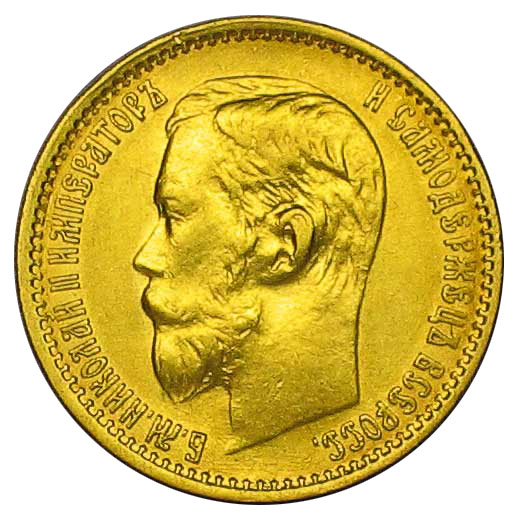
Efígie de Nicolau II numa moeda

A Terceira Duma manteve-se um corpo independente. Desta vez contudo, os membros procediam cautelosamente. Em vez de atacarem o governo, opondo partidos no próprio seio, a Duma trabalhou para o desenvolvimento do seu corpo como conjunto. À maneira clássica do Parlamento do Reino Unido, a Duma impôs-se agarrando os cordões da bolsa nacional. A Duma tinha o direito de interrogar ministros à porta fechada, a respeito das despesas propostas. Estas seções, apoiadas por Stolypin, eram frutíferas para ambos os lados, e com o tempo, o antagonismo inicial foi substituído por respeito mútuo. Mesmo na área sensível das despesas militares, em que o Manifesto de Outubro reservara claramente as decisões para o trono, começou a operar uma comissão Duma. Composta de patriotas inflamados não menos ansiosos que Nicolau, de restaurar a honra caída das armas russas, a comissão Duma recomendava frequentemente despesas mesmo maiores do que as propostas.
Com o passar do tempo, Nicolau também começou a sentir confiança na Duma. Ele disse a Stolypin em 1909: Não se pode acusar esta Duma de tentar apoderar-se do poder, e não é necessário discutir com ela. Infelizmente, os planos de Stolypin eram cortados por conservadores da corte. Reacionários, como o príncipe Vladimir Orlov, não se cansavam de repetir ao czar que a própria existência da Duma era uma mancha na autocracia. Stolypin, segredavam eles, era um traidor e um revolucionário dissimulado que conspirava com a Duma para roubar as prerrogativas concedidas ao czar por Deus. Também Witte se entregava a intrigas constantes com Stolypin. Embora Stolypin não tivesse nada a ver com a queda de Witte, o antigo Primeiro-ministro culpava o seu substituto por isso. Stolypin também irritara a imperatriz. Ele ordenou uma investigação sobre Rasputin e apresentou seu relatório ao czar. Nicolau leu-o e não fez nada. Stolypin, então deu ordem a Rasputin para abandonar São Petersburgo. Alexandra protestou veementemente, mas Nicolau recusou anular a ordem de seu primeiro-ministro. Stolypin, entretanto começou a ficar cansado do peso de seu ofício. Para um homem que preferia a ação clara e decidida, era frustrante trabalhar com um soberano que acreditava em fatalismo e misticismo. Como exemplo, Nicolau devolveu um dia um documento por assinar a Stolypin acompanhado da nota: Apesar dos argumentos muito convincentes para se adotar uma decisão positiva neste assunto, uma voz interior insiste cada vez mais comigo para que não assuma responsabilidades a esse respeito. Até aqui a minha consciência não me enganou. Por isso, tenciono seguir as suas diretivas neste caso. Eu sei que você também acredita que "o coração de um czar está nas mãos de Deus". Que assim seja. Por todas as leis estabelecidas por mim, respondo perante Deus e estou pronto a responder em qualquer momento por esta decisão! Alexandra, acreditando que Stolypin queria tirar os laços dos quais a vida do filho dependia, odiava o primeiro-ministro. Em março de 1911, Stolypin casualmente afirmou que não tinha mais a confiança imperial e pediu para aliviá-lo de seu ofício. Dois anos antes, quando ele aludira por acaso à sua demissão, Nicolau escreveu: Não se trata de uma questão de confiança ou falta dela; é a minha vontade. Lembre-se que vivemos na Rússia e não no estrangeiro… e por isso não levarei em consideração a possibilidade de uma demissão.
Em 1912, foi eleita uma Quarta Duma com quase os mesmos membros da terceira. A Duma começou cedo demais. Agora vai mais devagar, mas melhor. E é mais duradoura. Explicou Nicolau ao sir Bernard Pares.
A Primeira Guerra Mundial foi um completo desastre para a Rússia. No outono de 1916, o desespero da família Romanov chegou ao ponto do grão-duque Paulo Alexandrovich, irmão mais novo de Alexandre III e único tio vivo do czar ser delegado para pedir à Nicolau para outorgar uma constituição e um governo responsável com a Duma. Nicolau recusou severamente, repreendendo seu tio por pedir-lhe para quebrar seu juramento na coroação de manter a autocracia intacta para seus sucessores. Na Duma, a 2 de dezembro de 1916, Purishkevich, um fervoroso patriota, monarquista e defensor da guerra, denunciou as "forças negras" que cercavam o trono, em um discurso ensurdecedor, que durou duas horas e foi tumultuosamente aplaudido. Ele disse: A revolução e um obscuro camponês governarão a Rússia daqui a pouco tempo.

### Primeira Guerra Mundial
A seguir ao assassinato do arquiduque Francisco Fernando, herdeiro do trono austro-húngaro por Gavrilo Princip, um membro da associação nacionalista sérvia conhecida como Mão Negra em Sarajevo em 28 de junho de 1914, Nicolau vacilou no rumo que a Rússia tomaria. O rebentar da guerra não foi inevitável, mas líderes, diplomatas e alianças do século XIX, criaram um clima de um conflito em larga escala. A concepção de pan-eslavismo e etnia aliaram o Império Russo e o Reino da Sérvia em um tratado de proteção, e o Império Alemão e o Império Austro-Húngaro foram similarmente aliados. Conflitos territoriais entre a Alemanha e a França e entre a Áustria e a Sérvia, tiveram como consequência alianças feitas por toda a Europa. As alianças da Tríplice Entente (França, Grã-Bretanha e Rússia) e da Tríplice Aliança (Alemanha, Áustria e, mais tarde, Itália) foram estabelecidas antes da guerra, mas eram somente compreendidas por líderes de governos aliados e foram mantidas secretas do grande público. O assassinato de Francisco Ferdinando levou um país para dentro do conflito com o outro, e cada um independentemente declarou guerra. Nicolau não queria nem abandonar a Sérvia ao ultimato da Áustria-Hungria, nem provocar uma guerra geral. Em uma série de cartas trocadas com o kaiser Guilherme II (a chamada correspondência Willy-Nicky), os dois proclamaram o seu desejo pela paz, e cada um tentou fazer com que o outro recuasse. Nicolau tomou medidas externas a esse respeito, exigindo que a mobilização russa fosse somente contra a fronteira austríaca, com a esperança de prevenir uma guerra com o Império Alemão.

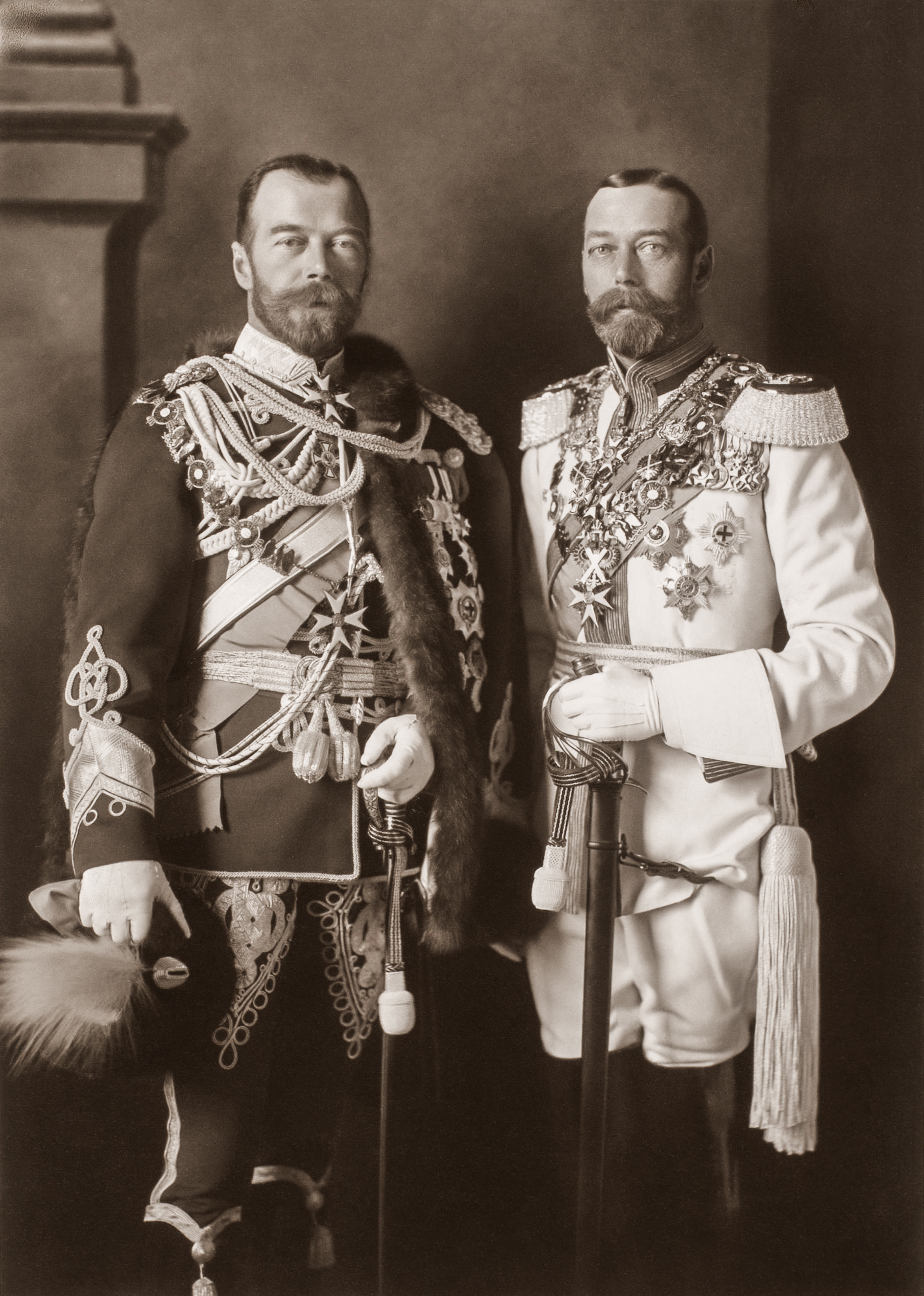
Nicolau II (à esquerda), e seu primo-irmão, o rei Jorge V do Reino Unido, em 1913

Os russos não tinham planos de contingência para uma mobilização parcial, e em 31 julho de 1914, Nicolau deu o passo fatal de confirmar a ordem para uma mobilização geral. Nicolau foi fortemente aconselhado contra a mobilização das forças Russas, mas escolheu ignorar esse conselho. Ele pôs o exército russo em "alerta" em 25 de julho. Embora isso não fosse uma mobilização, ameaçou as fronteiras alemãs e austríacas e pareceu uma declaração militar de guerra.
Em 28 de julho, a Áustria formalmente declarou guerra à Sérvia, levando a Rússia e a Alemanha a entrarem na guerra, como protetorados, e a França e a Grã-Bretanha como aliados russos. O conde Witte contou ao embaixador francês Paléologue, que no seu ponto de vista russo, a guerra era uma loucura, solidariedade eslava era simplesmente uma tolice e que a Rússia não poderia esperar nada da guerra.
Em 31 de julho, a Rússia completou sua mobilização, mas ainda mantinha que não atacaria, se acordos de paz começassem. A Alemanha replicou, dizendo que a Rússia deveria se desmobilizar nas próximas doze horas.
Em São Petersburgo, às sete horas da noite, com um ultimato que a Rússia expirou, o embaixador alemão na Rússia, se encontrou com o Ministro do Exterior russo, Sérgio Sazonov, e perguntou três vezes se a Rússia não poderia reconsiderar, e então com um aperto de mãos entregou a nota que aceitava a disputa e a declaração de guerra.
O rebentar da guerra em 1º de agosto de 1914 achou a Rússia excessivamente despreparada. A Rússia e seus aliados colocaram sua fé no exército, o famoso "pesado cilindro russo". A força antes da guerra era de 1 400 000; mobilizações acrescentaram 3 100 000 reservas e outros milhões estavam preparados atrás deles. Em qualquer outro respeito, contudo, a Rússia estava despreparada para a guerra. A Alemanha tinha dez vezes mais ferrovias por milha quadrada, e enquanto os soldados russos viajavam uma média de 800 milhas (1 290 km) para alcançar o fronte, os soldados alemães viajavam menos de um quarto dessa distância. As indústrias pesadas russas eram ainda muito pequenas para equipar as massivas armadas que o czar conseguia levantar e suas reservas de munição eram lastimavelmente pequenas. Com o mar Báltico barrado pelos U-boats alemães e os Dardanellos pelas armas do anterior aliado, o Império Otomano, a Rússia conseguia receber ajuda somente via Archangel, que ficava solidamente congelado no inverno, ou Vladivostock, que estava a mais de 4 000 milhas da linha de frente. Além disso, o alto comando russo estava enfraquecido com o mútuo desdém entre Vladimir Sukhomlinov, o Ministro da Guerra e o formidável soldado gigante grão-duque Nicolau Nikolaevich, que comandava os exércitos no campo de batalha. Além disso, a marinha russa ainda se recuperava das severas perdas ocorridas na Guerra Russo-Japonesa. A despeito de tudo, um imediato ataque foi ordenado contra a província alemã no leste prussiano. Os alemães se mobilizaram com grande eficiência e derrotaram completamente os dois exércitos russos invasores. A Batalha de Tannenberg, onde uma armada russa inteira foi aniquilada lançou uma sombra assustadora sobre o futuro do império - os soldados leais que morreram eram necessários para a proteção da dinastia.

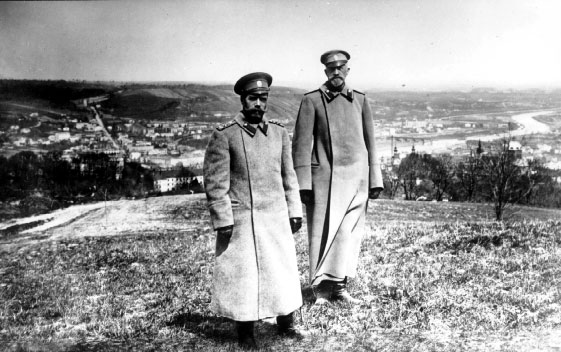
Nicolau (esquerda) com o grão-duque Nicolau Nikolaevich em 1915

Mais tarde, os exércitos russos tiveram um moderado sucesso contra os exércitos austro-húngaros e contra as forças do Império Otomano. Contudo, isso nunca sucedeu contra as forças do exército alemão.
Gradualmente, uma guerra de desgastes foi estabelecida na vasta fronte oriental, onde os russos estavam enfrentando as forças combinadas dos império Alemão e Austro-Húngaro, e sofreram perdas cambaleantes. O general Denikin, retrocedendo da Galícia, escreveu: A artilharia pesada alemã varreu todas as linhas de trincheira, e seus defensores. Nós fortemente respondemos. Não havia nada conosco com que pudéssemos replicar. Nossos regimentos, completamente exaustos, estavam repelindo um ataque atrás do outro com baionetas.... Sangue corria interminantemente, as fileiras ficaram finas e finas e finas. O número de túmulos multiplicou. Nicolau Golovine, um antigo general do exército imperial estimou que 1 300 000 homens foram mortos em ação; 4 200 000 ficaram feridos, destes 350 000 morreram dos ferimentos mais tarde; e 2 400 000 foram feitos prisioneiros. O total é 7 900 000 - mais da metade dos 15 500 000 homens que foram mobilizados. Em 5 de agosto com o exército em retirada, Varsóvia caiu. Derrotas no fronte geraram desordens em casa. Primeiro, os alvos foram alemães e por três dias em junho, lojas, padarias, fábricas, casas privadas e propriedades rurais pertencentes a pessoas com nomes alemães foram saqueados e queimados. Depois, as multidões inflamadas voltaram-se ao governo, declarando que a imperatriz deveria ser fechada em um convento, o czar deposto e Rasputin enforcado. O czar estava, sem nenhum recurso, surdo a esses descontentes. Uma seção de emergência na Duma foi exigida e um Conselho Especial de Defesa foi estabelecido, seus membros dentre a Duma e os ministros do czar, estavam indecisos.
Em julho de 1915, o rei Cristiano X da Dinamarca, primo de primeiro grau do czar, enviou Hans Niels Andersen a Tsarskoye Selo com uma oferta de agir como mediador. Ele fez várias viagens entre Londres, Berlim e Petrogrado e em julho, viu a imperatriz viúva Maria Feodorovna. Andersen disse a ela que eles concluiriam a paz. Nicolau escolheu recusar a oferta de mediação do rei Cristiano.
O vigoroso e eficiente general Alexei Polivanov substituiu Sukhomlinov como Ministro da Guerra. A situação não melhorou e o recuo, contudo continuou. Nicolau encorajado por Alexandra e sentindo que era seu dever, e que sua presença pessoal inspiraria suas tropas, decidiu liderar seu exército diretamente, em oposição a conselhos contra. Ele assumiu o cargo de comandante-chefe após a demissão de seu primo dessa posição, o altamente respeitado e experiente Nicolau Nikolaevich (setembro de 1915) logo após a perda do Reino da Polônia. Esse foi um erro fatal, e foi diretamente associado com o comandante-chefe, bem como todas as perdas subsequentes. Nicolau estava também longe, no remoto quartel general em Mogilev, distante do governo direto do império, e quando a revolução rebentou em Petrogrado, estava inapto para evitá-la, sendo tão isolado do governo. Na realidade, o movimento foi em grande parte, simbólico, uma vez que todas as decisões militares importantes eram feitas pelo seu Chefe do Estado-Maior, o general Mikhail Alekseyev, e Nicolau fazia pouco mais do que rever tropas, inspecionar hospitais nos campos de batalha e presidir almoços militares.

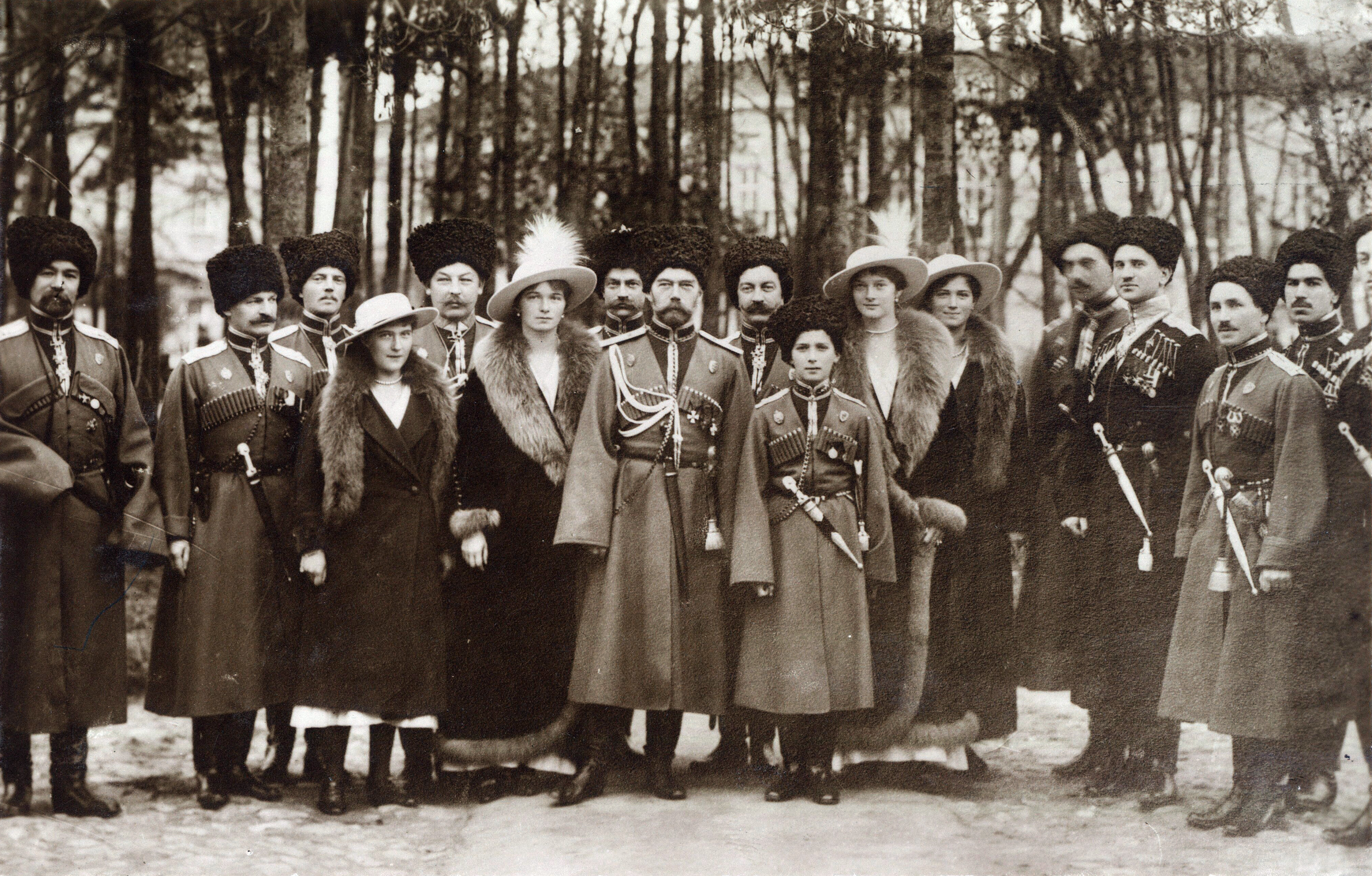
Nicolau II com os filhos e cossacos em 1916

A Duma ainda pedindo por reformas, e intranquilidades políticas continuaram durante a guerra. Isolado da opinião pública, Nicolau não conseguia ver que a dinastia estava em declínio. Com Nicolau no fronte, as questões domésticas e o controle da capital, ficaram com sua esposa, Alexandra, no entanto, o relacionamento dela com Gregório Rasputin e sua ascendência alemã promoveram descrédito na autoridade da dinastia. Alexandra não tinha experiência e contratava ministros incompetentes prestando atenção apenas aos conselhos de Rasputin, o que fez com que o governo nunca fosse estável ou eficiente. Nicolau foi repetidamente advertido sobre a destrutiva influência de Rasputin, mas falhou em afastá-lo. Nicolau recusou censurar a imprensa, e rumores selvagens e acusações sobre Alexandra e Rasputin apareciam quase diariamente. Alexandra foi até mesmo colocada sob acusações de traição, e de minar o governo devido a suas raízes alemãs. Foi durante a guerra que São Petersburgo foi simbolicamente renomeada Petrogrado, o equivalente eslavo em resposta à crescente fobia aos alemães durante o tempo de guerra. A irritação com a falta de ação e o extremo dano que a influência de Rasputin estava fazendo aos esforços de guerra na Rússia e à monarquia, levou ao seu (Rasputin) assassinato por um grupo de nobres, liderados pelo príncipe Félix Yussupov e pelo grão-duque Demétrio Pavlovich, um primo do czar, em 16 de dezembro de 1916.

### A queda da monarquia
Havia um aumento cada vez maior da pobreza à medida que o governo fracassava em produzir abastecimentos, criando tumultos e rebeliões. Com Nicolau distante, no fronte em 1915, a autoridade entrou em colapso (a imperatriz Alexandra administrava o governo de São Petersburgo desde 1915), e São Petersburgo foi deixada nas mãos de grevistas e soldados e recrutas amotinados. Apesar dos esforços do embaixador britânico Sir George Buchanan de avisar o czar de que ele deveria conceder reformas constitucionais para defender-se da Revolução, Nicolau continuou permanecendo distante no quartel general (Stavka) a 400 milhas (600 km) de Mogilev, deixando sua capital e a corte abertas a intrigas e insurreições.
Na primavera de 1917, a Rússia estava próxima a um colapso total. O exército levou 15 milhões de homens das fazendas e os preços dos alimentos elevaram-se. Um ovo custava quatro vezes mais do que em 1914, manteiga cinco vezes mais. O inverno severo dividiu as ferrovias, sobrecarregadas com cargas de emergência de carvão e suprimentos, foi o golpe final. A Rússia começou a guerra com 20 000 locomotivas; em 1917, 9 000 estavam em serviço, enquanto o número de vagões ferroviários em serviço diminuiu de 500 mil para 170 mil. Em fevereiro de 1917, 1 200 locomotivas arrebentaram sua caldeira de vapor e aproximadamente 60 000 vagões foram imobilizados. Em Petrogrado, abastecimentos de farinha e combustível desapareceram. Foi decretada por Nicolau, a proibição de álcool durante a guerra em ordem de levantar o patriotismo e produtividade, mas em vez disso, danificou o tesouro e as finanças da guerra.

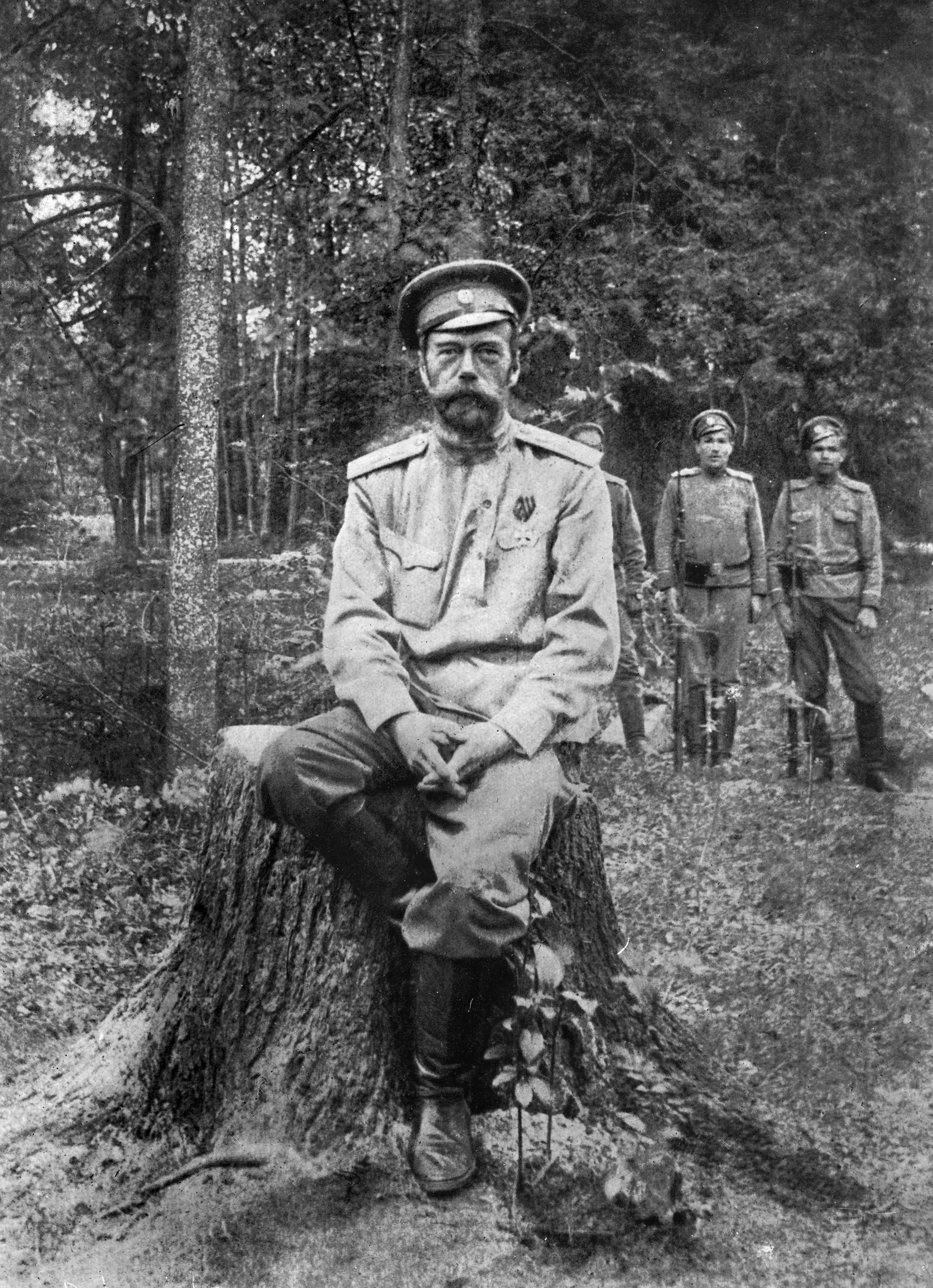
Nicolau durante a prisão em Tsarskoye Selo, em uma de suas últimas fotos

Em 23 de fevereiro de 1917 em Petrogrado, a combinação do inverno frio e severo aliado à intensa carência de alimentos, ocasionou em pessoas quebrando janelas das lojas para conseguir pão e outras necessidades. Nas ruas, bandeiras vermelhas apareceram e as multidões cantavam: Abaixo a mulher alemã! Abaixo Protopopov! Abaixo a guerra!". A polícia começou a atirar na população que incitava tumultos das janelas e dos topos dos telhados. As tropas na capital eram pobremente motivadas e seus oficiais não tinham razão para serem leais ao regime. Eles estavam irritados e cheios de fervor revolucionário e apoiaram a população. O gabinete do czar pediu a Nicolau para retornar a capital e oferecer a renúncia. 500 milhas distante o czar, mal-informado por Protopopov de que a situação estava sob controle, ordenou que medidas firmes fossem tomadas contra os manifestantes. Para essa tarefa, a guarnição de Petrogrado era totalmente inadequada. A nata do antigo exército leal estava enterrada em sepulturas na Polônia e na Galícia. Em Petrogrado, 170 000 recrutas, rapazes do interior ou homens idosos dos subúrbios das classes trabalhadoras, continuaram a manter controle sob o comando de oficiais feridos e inválidos do fronte, e cadetes das academias militares. Muitas unidades, carecendo de oficiais e rifles, nunca passaram por treinamento formal. O general Khabalov tentou pôr as instruções do czar em prática na manhã do domingo, 11 de março de 1917. A despeito de enormes cartazes ordenando ao povo para afastar-se das ruas, vastas multidões agruparam-se e foram somente dispersadas após 200 serem fuzilados, apesar de uma companhia do Regimento Volinsky atirar para o alto em vez de atirar na multidão, e uma companhia dos Guardas de Pavlovsky atirar no oficial que deu o comando de abrir fogo. Nicolau, informado da situação por Rodzianko, ordenou reforços para a capital e a suspensão da Duma.
Em 12 de março, o Regimento Volinsky amotinou-se e foi rapidamente sucedido pelo Semonovsky, o Ismailovsky e até mesmo pela lendária Guarda Preobrajensky, o regimento mais antigo e leal fundado por Pedro, o Grande. O arsenal foi pilhado, o Ministério do Interior, o prédio do Governo Militar, o quartel-general da polícia, a Corte Judicial e um grupo de prédios policiais foram queimados. À tarde, a Fortaleza de Pedro e Paulo com sua pesada artilharia, estava nas mãos dos insurgentes. Ao anoitecer, 60 000 soldados haviam se juntado à revolução. A ordem quebrou e membros do parlamento (Duma) formaram um Governo Provisório para tentar restaurar a ordem, mas foi impossível alterar o curso da tendência revolucionária. A Duma e o Soviete já haviam formado os núcleos de um Governo Provisório e decidiram que Nicolau deveria abdicar. Encarando essa decisão, que era ecoada por seus generais, privado das tropas leais, com sua família firmemente nas mãos do Governo Provisório e temeroso de expandir uma guerra civil e abertura do caminho para uma conquista alemã, Nicolau não tinha outra escolha a não ser se submeter. Ao final da Revolução de Fevereiro de 1917 (Menchevique), a 15 de março (2 de março de acordo com o calendário gregoriano) de 1917, Nicolau II foi forçado a abdicar. Ele inicialmente abdicou a favor do czarevich Alexei, mas rapidamente mudou de ideia depois do conselho dos médicos de que o herdeiro não viveria muito tempo longe dos pais, que poderiam ser forçados a irem para o exílio. Nicolau redigiu um novo manifesto, nomeando seu irmão, o grão-duque Miguel, como o próximo Imperador de Todas as Rússias. Ele emitiu o seguinte manifesto (que foi suprimido pelo Governo Provisório):
| “ | Neste tempo de grande luta contra o inimigo externo que já há quase três anos tenta escravizar nossa pátria, o Senhor Deus julgou por bem enviar à Rússia nova provação. Revoltas populares internas ameaçam refletir calamitosamente na conduta de uma guerra que continua. O destino da Rússia, a honra do Exército heróico, o bem do povo, todo o futuro de nossa querida pátria, exigem que saiamos vitoriosos dessa guerra a qualquer custo. Nestes dias decisivos para a vida da Rússia, julgamos uma questão de consciência facilitar para nosso povo, a união e a formação das fileiras de forças populares ao redor desse objetivo, que é um rápida vitória, e assim, de acordo com a Duma, reconhecemos a necessidade de abdicarmos ao trono do Estado russo e nos desembaraçarmos do poder supremo. Não desejando a separação de nosso amado filho, transferimos o legado ao nosso irmão, grão-duque Miguel Alexandrovich e o abençoamos em sua ascensão ao trono do Estado russo. Recomendamos ao nosso irmão que governe em união plena e inviolável com os representantes do povo, de acordo com os princípios que serão estabelecidos. Que o Senhor salve a Rússia! | ” |

Tudo indica que Nicolau abdicou por motivos patrióticos, convencido pelos generais de que tal atitude era indispensável para manter a Rússia na guerra e garantir a vitória. Se sua primeira preocupação tivesse sido a manutenção do poder, ele teria firmado a paz com a Alemanha - como Lênin, um ano depois - e lançado as tropas contra os amotinados em Petrogrado e Moscou.
O grão-duque Miguel negou aceitar o trono até que o povo fosse permitido a votar através de uma assembleia constituinte para a continuação da monarquia ou de uma república. A abdicação de Nicolau II e a subsequente revolução bolchevique levou ao fim três séculos do governo da dinastia Romanov. Também abriu caminho para a destruição de parte da cultura antiga da Rússia, com o fechamento e demolição de várias igrejas e monastérios; confisco de objetos valiosos e bens da antiga aristocracia e classes ricas; e a supressão de formas de arte religiosas e folclóricas.
A queda da autocracia czarista causou alegria aos liberais e socialistas na Grã-Bretanha e na França e tornou possível aos Estados Unidos, o primeiro governo estrangeiro a reconhecer o Governo Provisório, a entrar na guerra em abril, lutando por uma aliança de democracias contra uma aliança de impérios. Na Rússia, o anúncio da abdicação do czar, foi recebido com muitas emoções. Incluindo alegria, alívio, medo, raiva e confusão.
Em 3 de abril de 1917, o recém-nomeado Ministro da Guerra do Governo Provisório, Alexander Kerensky decidiu visitar a família imperial, que estava presa em Tsarskoye Selo. Kerensky admitiu seu extremo nervosismo:
| “ | Para ser franco, eu estava tudo menos calmo antes do primeiro encontro com Nicolau II. Muitas coisas duras e terríveis foram associadas no passado ao seu nome… Em todo o caminho à frente do corredor sem fim, eu estava lutando para controlar minhas emoções… [Entrando no quarto]… Meus sentimentos mudaram como um relâmpago… A família imperial… Estava em pé… Perto da janela, ao redor de uma pequena mesa, em um pequeno grupo amontoado e perplexo. Desse grupo de humanidade amedrontada, saiu um pouco para fora, hesitantemente, um homem de altura mediana em um uniforme militar, que andou à frente para me receber com um sorriso leve e peculiar. Era o imperador… Ele parou em confusão. Não sabia o que fazer, não sabia como eu agiria, qual atitude eu adotaria. Deveria andar adiante para me receber como anfitrião, ou esperar para eu falar primeiro? Deveria estender a mão? Em um relampejo, soube exatamente a exata posição: a confusão da família, seu medo de se encontrarem sozinhos com um revolucionário, cujo propósito desse rápido encontro, desconheciam. Respondendo com um sorriso, eu andei rapidamente em direção ao imperador, apertei suas mãos e disse claramente: 'Kerensky'- como eu sempre faço, como apresentação… Nicolau II apertou com firmeza minhas mãos, recuperando-se imediatamente de sua confusão, e, sorrindo mais uma vez, guiou-me até a família. | ” |

À medida que o tempo passava, Kerensky continuou a visitar a família, e o relacionamento entre o ministro socialista e o soberano deposto e sua mulher, melhorou nitidamente. Em 25 de abril, Kerensky confessou, que durante estas semanas, começou a sentir afeto pelas maneiras modestas e completa ausência de pose [de Nicolau]. Talvez, era essa simplicidade sincera e natural que dava ao imperador a fascinação peculiar, o charme que era reforçado ainda mais pelos seus olhos maravilhosos, profundos e tristes. Não pode ser dito que as minhas conversas com o czar se deviam a um desejo especial dele; ele era obrigado a me ver… ainda assim, o antigo czar nunca perdeu seu equilíbrio, nunca falhou em agir como um homem cortês. De sua parte Nicolau declarou: Ele [Kerensky] é um homem que ama a Rússia, e eu gostaria de tê-lo conhecido mais cedo, porque ele teria sido útil para mim.

### Cativeiro e execução

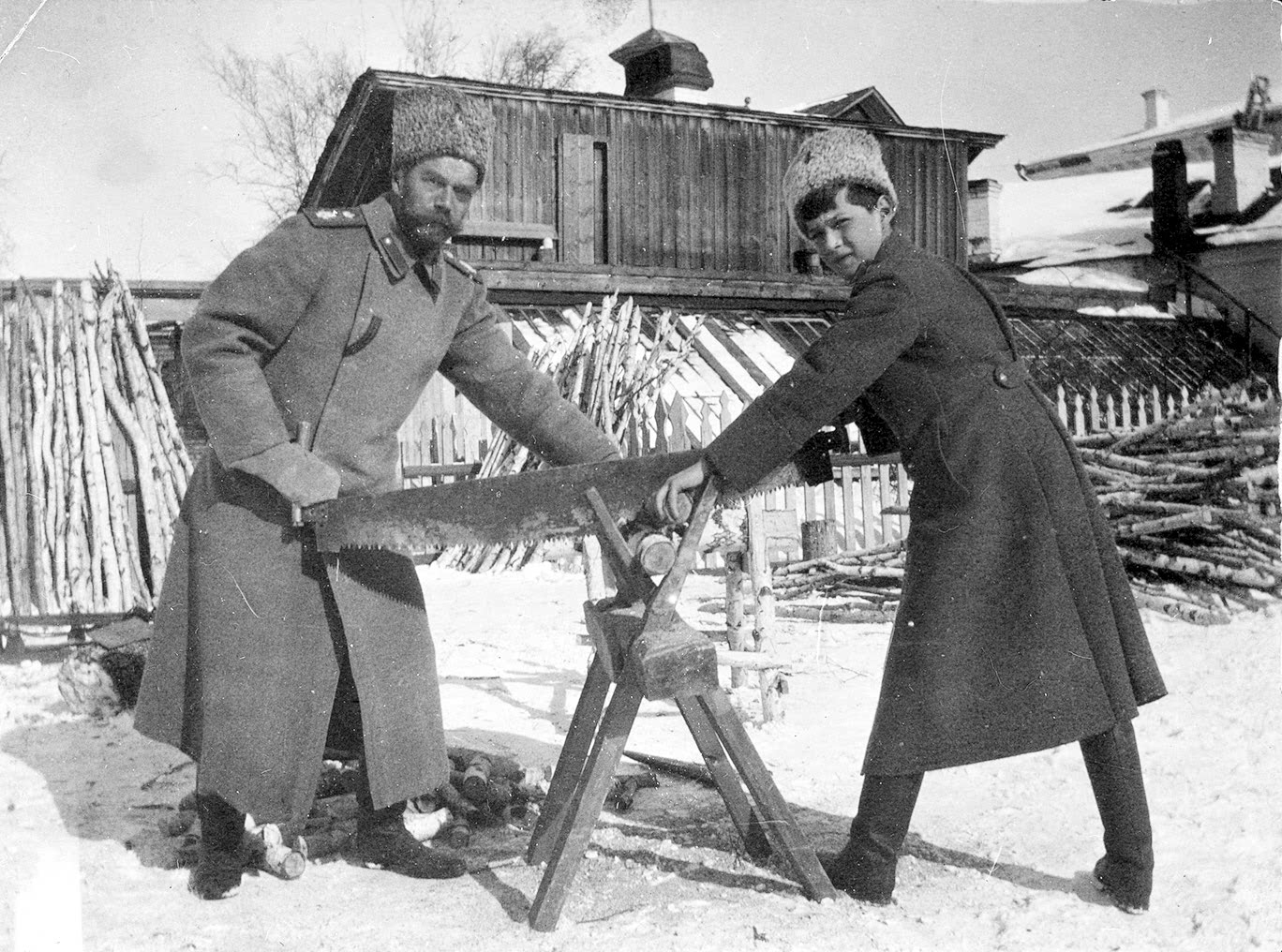
Nicolau e o filho Alexei, serrando lenha na prisão em Tobolsk, 1917

Em agosto de 1917, o governo de Kerensky, agora ocupando o cargo de Primeiro-Ministro após a abdicação de Lvov, evacuou os Romanovs para Tobolsk, nos montes Urais, alegando que isso os protegeria do crescente fluxo da revolução. Lá eles viveram na antiga Mansão do Governador com um considerável conforto. Em 30 de abril de 1918, eles foram transferidos para seu destino final: a Casa Ipatiev em Ecaterimburgo.
Depois que os bolcheviques tomaram o poder em outubro de 1917, as condições de seu aprisionamento tornaram-se estritas e a discussão de pôr Nicolau em julgamento ficou mais frequente. Nicolau seguiu os eventos da Revolução de Outubro com interesse, mas sem alarme. Ele continuou a subestimar a importância de Lênin, mas começou a sentir que a sua abdicação dera à Rússia mais prejuízos do que benefícios. Nesse meio tempo, ele e a família se ocupavam em serem cordiais. A visão de Nicolau e sua família começou a mudar as impressões até mesmo dos revolucionários endurecidos. Anatoly Yakimov, um membro dos guardas que foram capturados pelo Exército Branco disse:
| “ | Eu ainda tenho uma impressão deles que ficará para sempre em minha alma. O czar não era jovem, sua barba já estava ficando grisalha… [Ele vestia] uma blusa de soldado com um cinto de oficial amarrado por uma fivela em volta da cintura. A fivela era amarela… a blusa era cáqui, a mesma cor de suas calças e das botas gastas. Seus olhos eram bondosos, e ele tinha no geral, uma expressão benévola. Eu tinha a impressão de que ele era uma pessoa bondosa, simples, franca e tagarela. Às vezes eu sentia que ele falava comigo diretamente. Ele nos olhava como se tivesse gostado de falar conosco. A czarina não era nada como ele. Ela parecia severa e tinha as maneiras e aparência de uma mulher arrogante e zangada. Às vezes, tínhamos o hábito de discutir sobre eles entre nós e decidimos que ela era diferente e parecia exatamente como uma czarina. Ela parecia que era mais velha que o czar. Cabelos grisalhos eram claramente visíveis em suas têmporas e seu rosto não era o de uma mulher jovem. Todos os meus maus pensamentos sobre o czar desapareceram depois que eu permaneci um certo tempo entre os guardas. Depois de vê-los [o czar e sua família] várias vezes, eu comecei a sentir algo inteiramente diferente em relação a eles; comecei a sentir pena deles. Pena deles como seres humanos. Estou falando a você a completa verdade. Você pode acreditar ou não em mim, mas eu dizia a mim mesmo: "Eles que fujam… Alguma coisa deve ser feita para que eles fujam". | ” |

Em Ecaterimburgo, o czar foi proibido de usar as dragonas e as sentinelas rabiscavam desenhos obscenos na cerca para ofender suas filhas. Em 1º de março de 1918, a família foi posta para comer rações de soldados, o que significou a partida de dez criados devotados. A partir daí, manteiga e café foram considerados luxos. O que fez a família continuar foi a fé de que alguém os ajudaria.
Um anúncio oficial apareceu na imprensa nacional dois dias após a morte do czar e sua família em Ecaterimburgo. Informava que o monarca havia sido executado embaixo da ordem do Presidium do Soviete Regional dos Urais sob a pressão da aproximação da Legião Tcheca.
Embora o Soviete oficial tenha esclarecido que a responsabilidade da decisão era dos superiores locais do Soviete Regional dos Urais, Leon Trotsky, em seu diário declarou que a execução aconteceu com a autoridade de Lênin e Sverdlov. A execução realizou-se na noite de 16 para 17 de julho sob a liderança de Yakov Yurovsky e resultou na morte de Nicolau II, sua esposa, suas quatro filhas, seu filho, seu médico pessoal, Eugene Botkin, a empregada de sua mulher Anna Demidova, o cozinheiro da família Ivan Kharitonov e o criado Alexei Trupp. Nicolau foi o primeiro a morrer. Foi baleado múltiplas vezes na cabeça e no peito por Yurovsky. As últimas a morrer foram Anastásia, Tatiana, Olga e Maria, que foram golpeadas por baionetas. Elas vestiam mais de 1,3 quilo de diamantes, o que proporcionou a elas uma proteção inicial das balas e baionetas.
Em janeiro de 1998, os restos mortais escavados embaixo de uma estrada de terra perto de Ecaterimburgo, em 1991, foram identificados como sendo de Nicolau II e sua família (excluindo uma das filhas e Alexei). As identificações feitas separadamente por cientistas russos, britânicos e americanos usando análises de DNA, concordaram e revelaram serem conclusivas. Em abril de 2008, autoridades russas anunciaram que haviam encontrado dois esqueletos perdidos dos Romanovs perto de Ecaterimburgo e foi confirmado por testes de DNA que eles pertenciam a Alexei e a uma de suas irmãs. Em 1º de outubro de 2008, a Suprema Corte Russa determinou que o czar Nicolau II e sua família foram vítimas de repressão política e deveriam ser reabilitados.

## Canonização e reabilitação
Em 1981, Nicolau II e a família foram canonizados pela Igreja Ortodoxa Russa no Exterior como Neomártires. Em 2000, a Igreja Ortodoxa Russa, dentro da Rússia canonizou a família como Portadores da Paixão. De acordo com a declaração do sínodo de Moscou, eles foram glorificados como santos pelas seguintes razões:
| “ | No último monarca Ortodoxo e membros de sua família, vemos pessoas que sinceramente aspiraram encarnar em suas vidas, os comandos do Evangelho. No sofrimento suportado pela Família Real na prisão, com humildade, paciência e submissão, e em suas mortes martirizadas em Ecaterimburgo na noite de 4/17 de julho de 1918, foi revelada a luz da fé de Cristo, que vence o mal. | ” |

Mesmo assim, a canonização de Nicolau foi controversa. A Igreja Ortodoxa Russa no Exterior ficou dividida sobre a questão em 1981, e alguns membros sugeriram que ele era um governante fraco que falhou em impedir a ascensão dos bolcheviques. Um padre salientou que seu martírio na Igreja Ortodoxa Russa não teve nada relacionado com suas ações pessoais, mas sim pelo motivo que foi morto.
A igreja dentro da Rússia rejeitou a classificação da família como neomártires por não terem morrido por causa de sua fé. Os líderes religiosos nas duas igrejas também tinham objeções quanto a canonização da família do czar pois sua incompetência levou a uma revolução e ao sofrimento de seu povo, além de ter sido em parte o motivo de seu assassinato, o de sua família e servos. Para seus oponentes, o fato de que Nicolau era um homem gentil, bom marido ou um líder que mostrava genuína preocupação com o povo não o redimia por sua época à frente da Rússia.
Em 30 de setembro de 2008, a Suprema Corte da Rússia reabilitou a família real russa e o czar Nicolau II, 90 anos após sua morte. A Suprema Corte russa declarou que sua execução foi ilegal e que a família real russa foi vítima de um crime. Encontra-se sepultado na Catedral de Pedro e Paulo, São Petersburgo na Rússia.

## Relacionamento com os filhos

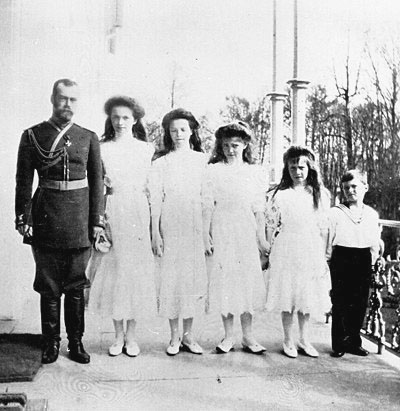
Nicolau II e seus filhos (da esquerda para a direita): Nicolau, Olga, Tatiana, Maria, Anastásia e Alexei

Alexandra deu a Nicolau cinco filhos, Olga em 1895, Tatiana em 1897, Maria em 1899 e Anastásia em 1901, e um filho, Alexei em 1904.
A mais velha, Olga, era muito parecida com Nicolau. Era inteligente e rápida para captar ideias. Conversando com pessoas que conhecia bem, falava rapidamente, com sinceridade e perspicácia. Lia muito e adorava passear e nadar com o pai. Contava-lhe seus segredos em suas longas caminhadas.
Tatiana era a mais sociável e aparecia em mais ocasiões públicas do que as outras. Era chamada "a Governanta" pelos irmãos, porque era ela quem intercedia por eles aos pais. Tatiana era muito próxima da mãe. Era decidida e enérgica e emitia opiniões categóricas. Sentia-se que ela era a filha de um imperador, declarou um oficial da Guarda.
A terceira filha, Maria, tinha um grande talento para pintura e desenho. Era considerada a mais amável e simpática das irmãs, o que lhe rendeu o apelido "o anjo da família". Maria flertava com jovens soldados e seus assuntos preferidos eram casamento e filhos. Muitos achavam que ela daria uma esposa excelente para qualquer homem.
Anastásia era a mais travessa e esperta. Fazia imitações maldosas das pessoas que conhecia e brincadeiras, que às vezes iam longe demais. Quando pequena, subia em árvores e apenas Nicolau conseguia fazer com que descesse. Era chamada shvibzik ("diabinho") e "a criança terrível".
O quinto e último filho, Alexei, foi uma criança muito desejada, já que até o seu nascimento não havia um herdeiro para o trono. Apesar disso, poucos meses depois, descobriu-se que ele sofria de hemofilia, uma doença hereditária que impede a coagulação normal do sangue. Nessa época a doença não tinha tratamento e usualmente levava à morte precoce. Como neta da rainha Vitória, Alexandra carregava o mesmo gene mutante que afligiu muitas casas reais europeias, como a Espanha e a Prússia. Por isso, a hemofilia ficou conhecida como "a doença real". Por causa da fragilidade da autocracia nesse período, Nicolau e Alexandra escolheram não divulgar a condição de Alexei a ninguém de fora do palácio. Quando ele faltava a festividades públicas, era anunciado que ele tivera um resfriado ou estava com o tornozelo deslocado. Ninguém acreditava nessas explicações, e o garoto foi objeto de rumores inacreditáveis. Diziam que Alexei era mentalmente retardado, epiléptico e fora vítima de bombas anarquistas.
No começo, Alexandra se voltou a médicos russos para tratar de Alexei; contudo os tratamentos geralmente falhavam e progressivamente, ela voltou-se a místicos e homens santos. Um desses, Grigori Rasputin, parecia ter algum sucesso. A revelação da condição de Alexei iria inevitavelmente colocar novas pressões no czar e na monarquia. Mas o silêncio deixava a família vulnerável a rumores maldosos. Por causa da condição de Alexei nunca ter sido revelada, os russos nunca entenderam o poder que Rasputin mantinha sobre a imperatriz.
A despeito de sua doença, Alexei era um menino barulhento, vivo e travesso, como Anastásia. À medida que foi crescendo, os pais lhe explicaram a necessidade de evitar quedas e pancadas. No entanto, como era uma criança muito viva, Alexei sentia-se atraído por coisas perigosas. Havia ocasiões em que simplesmente ignorava todas as restrições e fazia o que queria.

## Árvore genealógica

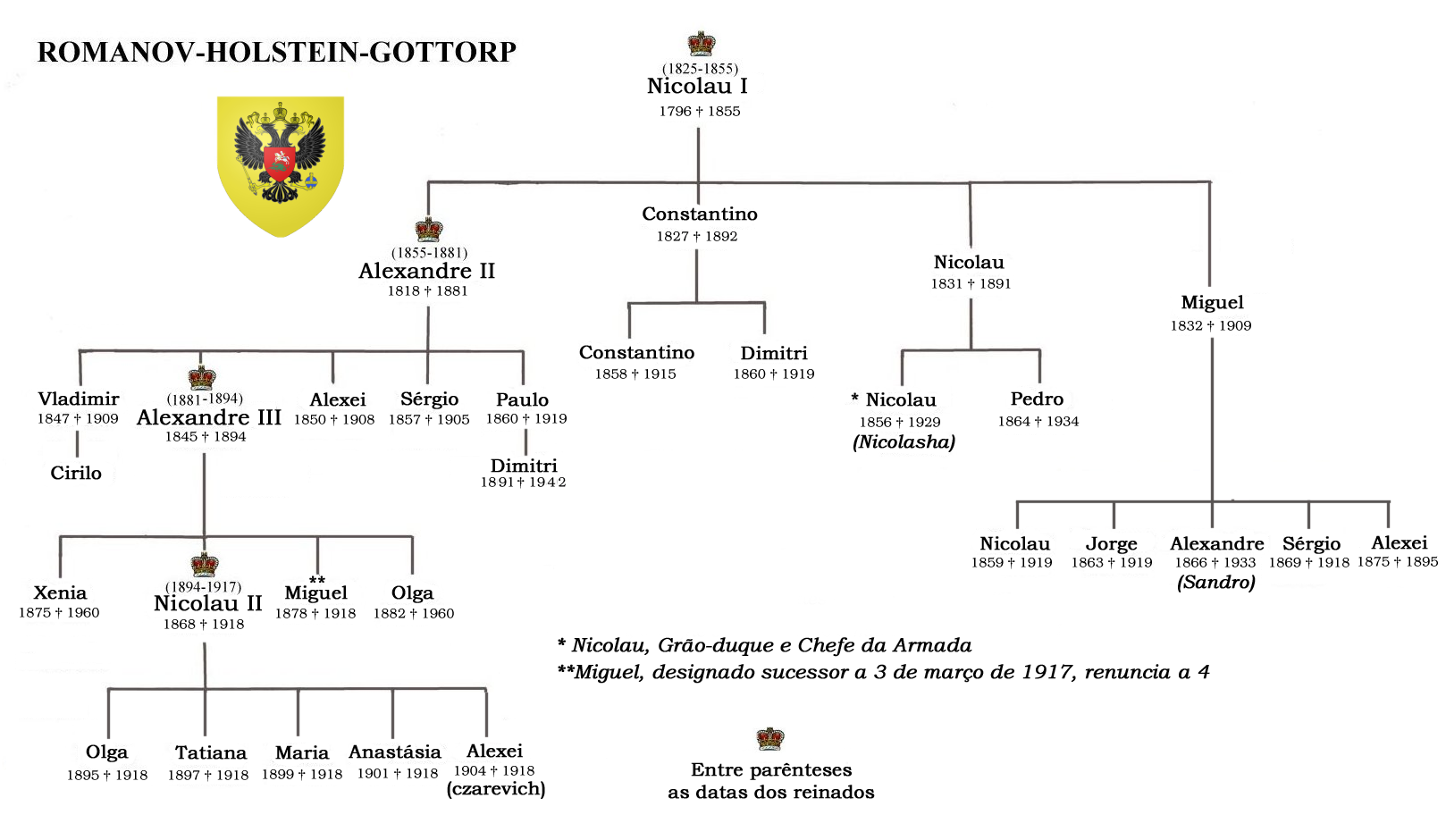
Árvore genealógica de Nicolau II

## Descendência

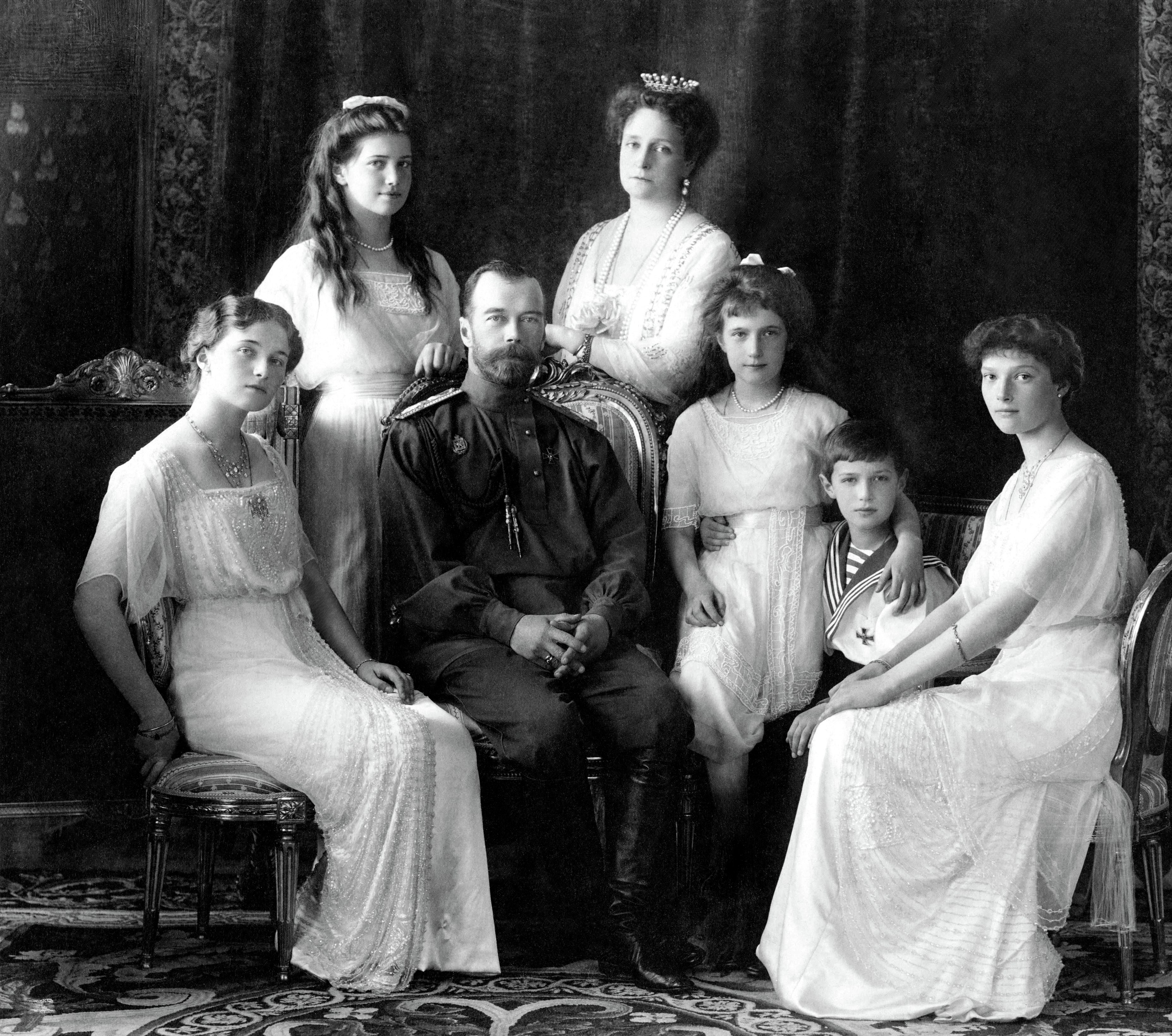
A Família Imperial Russa em 1913 no Palácio de Livadia. Esquerda para direita: Olga, Maria, Nicolau II, Alexandra Feodorovna, Anastásia, Alexei e Tatiana

|  | Nome      | Nascimento                                      | Morte               | Observações |
|  | --------- | ----------------------------------------------- | ------------------- | --- |
|  | Olga      | 15 de novembro de 1895c.g 3 de novembro de 1895 | 17 de julho de 1918 | Executada aos 22 anos em Ecaterimburgo; canonizada pela Igreja Ortodoxa Russa; sem descendência. |
|  | Tatiana   | 10 de junho de 1897 c.g 29 de maio de 1897      | 17 de julho de 1918 | Executada aos 21 anos em Ecaterimburgo; canonizada pela Igreja Ortodoxa Russa; sem descendência. Após sua morte, havia rumores de que ela tinha conseguido fugir para Inglaterra, adquirido o nome de Larissa Tudor, após se casar com Owen Tudor Frederick Morton. |
|  | Maria     | 26 de junho de 1899 c.g 14 de junho de 1899     | 17 de julho de 1918 | Executada aos 19 anos em Ecaterimburgo; canonizada pela Igreja Ortodoxa Russa; sem descendência. Discutiu-se a sua possível sobrevivência até o seu corpo ser descoberto em 2007.                                                                                   |
|  | Anastásia | 18 de junho de 1901 c.g 5 de junho de 1901      | 17 de julho de 1918 | Executada aos 17 anos em Ecaterimburgo; canonizada pela Igreja Ortodoxa Russa; sem descendência. A sua possível sobrevivência foi discutida até 2007 e foi um dos grandes mistérios do século XX.                                                                   |
|  | Alexei    | 12 de agosto de 1904 c.g 30 de julho de 1904    | 17 de julho de 1918 | Executado aos 13 anos em Ecaterimburgo; canonizado pela Igreja Ortodoxa Russa; sem descendência. Discutiu-se a sua possível sobrevivência até o seu corpo ser descoberto em 2007.                                                                                   |